# Le Gendarme et les Extraterrestres
Série du Gendarme de Saint-Tropez
Le Gendarme en balade
(1970) Le Gendarme et les Gendarmettes
(1982)
Pour plus de détails, voir Fiche technique et Distribution.
Le Gendarme et les Extraterrestres est un film français réalisé par Jean Girault, sorti en 1979. Il s'agit du cinquième et avant-dernier film du Gendarme de Saint-Tropez.
Cette comédie mêlée de science-fiction raconte les mésaventures du gendarme Ludovic Cruchot et de la brigade de Saint-Tropez, confrontés à des extraterrestres venus étudier la Terre et capables de prendre forme humaine.
Dans ce film, la brigade est composée de Louis de Funès, Michel Galabru, Grosso et Modo, présents depuis le premier film, ainsi que des nouveaux Maurice Risch et Jean-Pierre Rambal. Jean Lefebvre et Christian Marin n'ont pas souhaité jouer dans cette suite et sont donc remplacés par des personnages équivalents. France Rumilly réapparaît en religieuse. Maria Mauban tient le rôle de Josépha Cruchot, épouse de Ludovic, comblant l'absence de Claude Gensac, indisponible.
Après neuf ans d'absence sur les écrans depuis Le Gendarme en balade (1970), la série du Gendarme réalise un nouveau succès avec ce cinquième épisode, qui finit en première place du box-office de l'année 1979 et resta pendant près de trente ans le film français ayant eu le plus d'entrées en Allemagne, avant d'être détrôné par Intouchables en 2012. C'est le dernier film de Louis de Funès à se hisser en tête du box-office.
Un sixième épisode dans lequel les extraterrestres prenaient leur revanche était envisagé mais, avec l'arrivée des premières femmes dans la gendarmerie nationale, les scénaristes imaginent finalement de mettre des femmes dans la brigade de Saint-Tropez, ce qui donnera Le Gendarme et les Gendarmettes, dernier film de la série.

## Synopsis

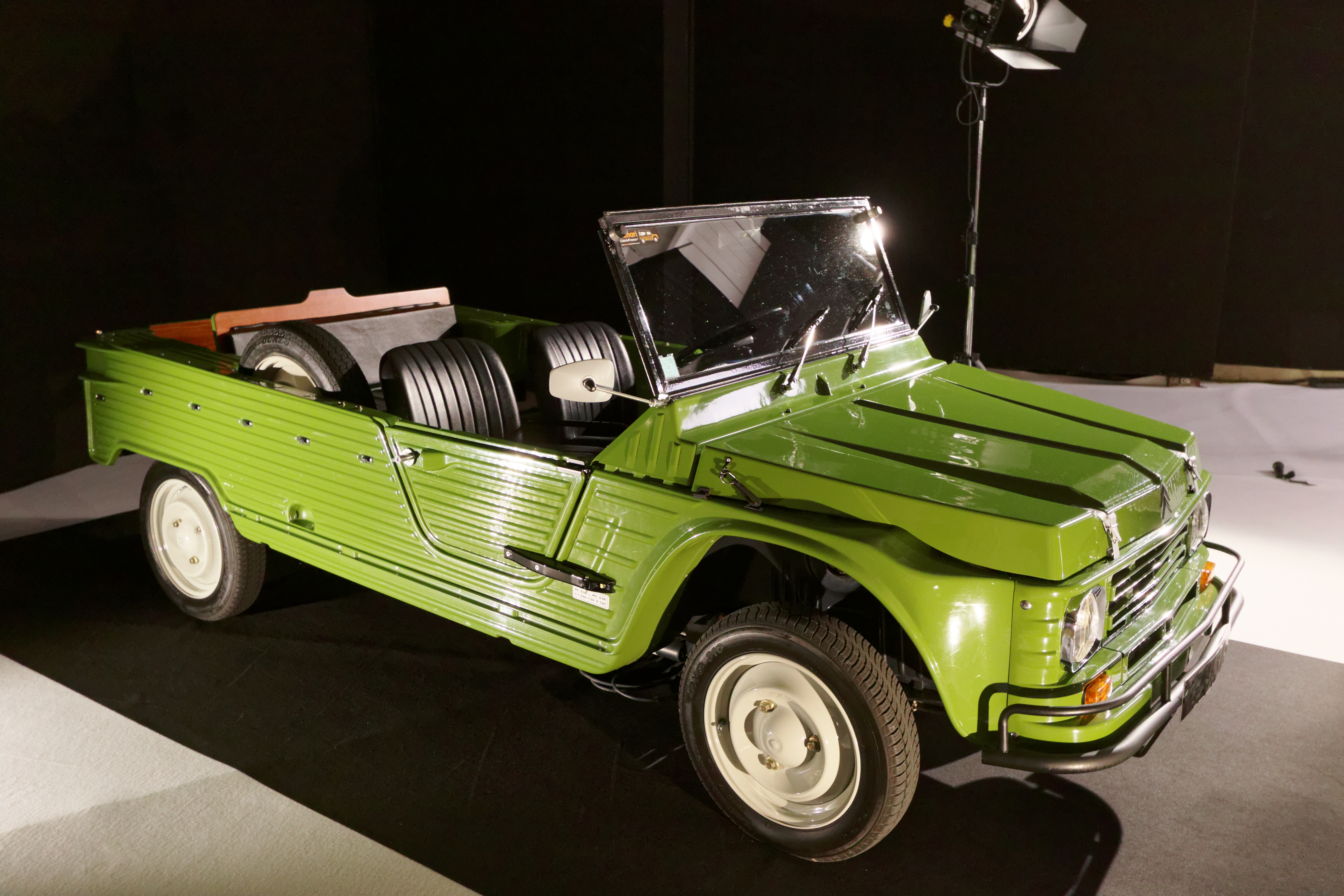
La Citroën Méhari des gendarmes de Saint-Tropez, exposée lors de l'édition 2016 du Mondial de l'Automobile de Paris.

Alors qu'ils sont en patrouille dans l'arrière pays tropézien, Cruchot et un nouveau nommé Beaupied tombent en panne. S'étant éloigné de la route, Beaupied aperçoit une soucoupe volante posée dans une clairière, mais personne ne le prend au sérieux. La presse saisit l'information et envahit la cité balnéaire. Cruchot et Gerber repartent sur le même chemin, l'incident de la panne se produit à nouveau et cette fois-ci Cruchot voit la soucoupe à son tour. En outre, le soir venu, un extraterrestre entre en contact avec Beaupied puis Cruchot pour énoncer leurs intentions prétendument pacifiques. À cette occasion, Cruchot découvre que les extraterrestres "sonnent creux" et qu'ils boivent de l'huile.
Cruchot moleste Gerber et le colonel en les prenant pour des extraterrestres et est mis aux arrêts. Il s'échappe et se réfugie dans le couvent de la mère supérieure Marie Clotilde où, déguisé en religieuse, il sème la zizanie. Il s'enfuit à nouveau et décide de traquer les extraterrestres afin de rechercher une preuve de leur existence à présenter à ses supérieurs. Au cours de ses recherches, Cruchot se rend compte que les extraterrestres prennent l'apparence des gendarmes mais aussi des touristes afin de s'infiltrer parmi la population, mais cette traque et les quiproquos qu'elle induit lui attirent les foudres de sa femme Josépha.
Les extraterrestres tentent de s'emparer de lui en utilisant un double de cette dernière. Mais grâce à l'intervention de Tricart et Berlicot, Cruchot leur échappe et doit rentrer à la gendarmerie. Il tente de se justifier auprès de sa véritable femme ainsi que de Gerber, mais ils ne veulent rien entendre. Gerber sera finalement convaincu de l'existence des extraterrestres lorsque l'un d'eux, ayant été aspergé d'eau accidentellement, s'effondre sur le sol totalement rouillé sous ses yeux.
La brigade a donc découvert la faiblesse des extraterrestres : ils rouillent au contact de l'eau. Les gendarmes leur tendent un piège avec une fausse soucoupe comme appât mais ils doivent faire alors face à leurs doubles et les mettent en fuite. Toutefois, lors de la parade finale, les gendarmes « rouillés » tombent au sol comme des machines hors-service : c'étaient les extraterrestres. Les vrais gendarmes apparaissent dans la soucoupe qui finit par tomber en mer, heureusement sans dommage pour ses occupants. Le couple Cruchot-Josépha se réconcilie.

## Fiche technique
Sauf indication contraire, les informations mentionnées dans cette section peuvent être confirmées par la base de données cinématographiques IMDb,  présente dans la section « Liens externes ».
- Titre : Le Gendarme et les Extraterrestres

- Réalisation : Jean Girault

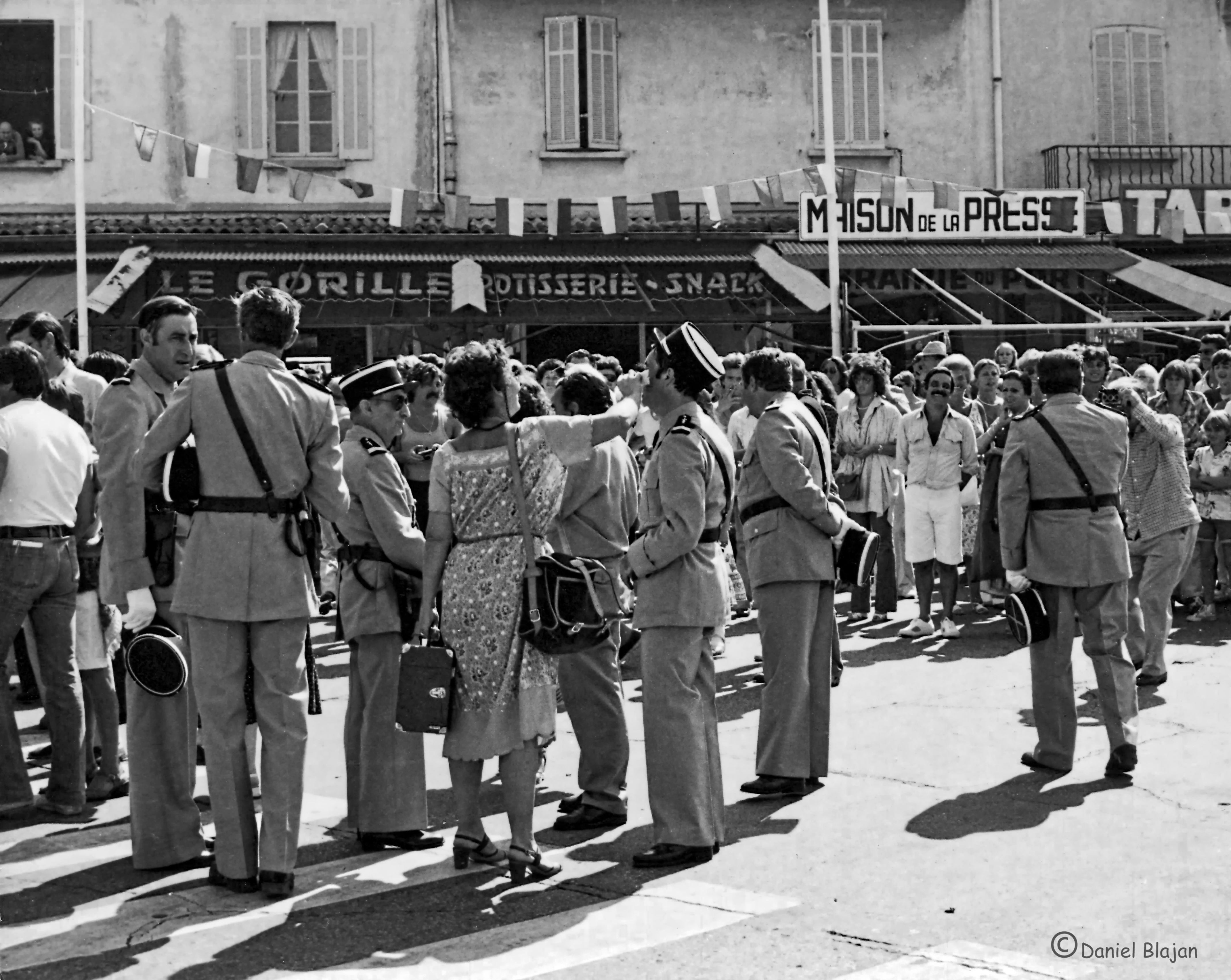
Les acteurs durant une pause lors du tournage du défilé final, sur le port de Saint-Tropez, en 1978.

- Scénario, adaptation et dialogues : Jacques Vilfrid, Jean Girault, Louis de Funès et Gérard Beytout
- Décors : Sydney Bettex
- Costumes : Jacques Cottin
- Photographie : Marcel Grignon et Didier Tarot (directeurs de la photographie), Jacques Mironneau (cadreur)
- Assistants réalisateurs : Jean Couturier, Patrick Jaquillard, Hélène Bernardin
- Son : Paul Lainé
- Montage : Michel Lewin
- Musique : Raymond Lefebvre
- Script-girl : Florence Moncorgé-Gabin, Lucille Costa
- Effets spéciaux : Jacques Martin, Georges Pansu, Christian Angé, Frédéric Grosjean, Alain Leroy
- Cascades : Rémy Julienne (non crédité)
- Production : Gérard Beytout
- Société de production et de distribution : Société nouvelle de cinématographie (SNC)
- Studios : Studios des Buttes-Chaumont
- Pays d'origine :  France
- Langue originale : français
- Genre : Comédie, Film de science-fiction, Comédie policière
- Format : couleur (Eastmancolor) — 35 mm — 1.66:1 — son mono
- Date de sortie :
  - France : 2 février 1979
- Affiche : Jacques Vaissier (France)

## Distribution
- La brigade de Saint-Tropez :
  - Louis de Funès : le maréchal des logis-chef Ludovic Cruchot / son double extra-terrestre
  - Michel Galabru : l'adjudant Gerber[note 2] / son double extra-terrestre
  - Guy Grosso : le gendarme Gaston Tricart / son double extra-terrestre
  - Michel Modo : le gendarme Jules Berlicot / son double extra-terrestre
  - Maurice Risch : le gendarme Henri Beaupied / son double extra-terrestre
  - Jean-Pierre Rambal : le gendarme Charles Taupin / son double extra-terrestre
- France Rumilly : sœur Clotilde
- Jean-Roger Caussimon : l'évêque
- Mario David : le voleur du bidon d'huile
- Jacques François : le colonel / son double extra-terrestre
- Maria Mauban : Josépha Cruchot, épouse de Ludovic / son double extra-terrestre
- Pierre Repp : le pompiste à qui on a volé un bidon d'huile
- Lambert Wilson : le jeune extraterrestre (non crédité)
- Madeleine Delavaivre : la religieuse avec le képi de Gerber
- Micheline Bourday : Mme Gerber[note 3]
- Jacqueline Jefford : la religieuse à la carrure de rugbyman
- René Berthier : Berthier, le chef d'escadron, adjoint du colonel / son double extra-terrestre
- Henri Génès : le propriétaire du restaurant Le Cabanon
- Marco Perrin : le maire de Saint-Tropez
- Antoine Marin : le conducteur verbalisé
- Carlo Nell : le journaliste
- Rika Hofmann : la touriste américaine alcoolique
- Percival Russel : le touriste américain / son double extra-terrestre
- Marie Pillet : la serveuse du restaurant Le Cabanon
- Serge Brasseur : l'athlète dérangé par Cruchot sur la plage (non crédité)[4]
- Jean-Paul Schneider : un extraterrestre au Cabanon
- Jeffrey Kime : un extraterrestre au Cabanon

Les interprètes des gendarmes lors du tournage du film.
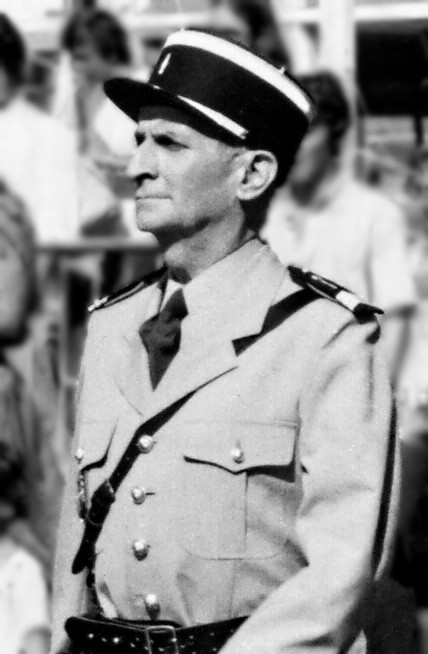
Louis de Funès
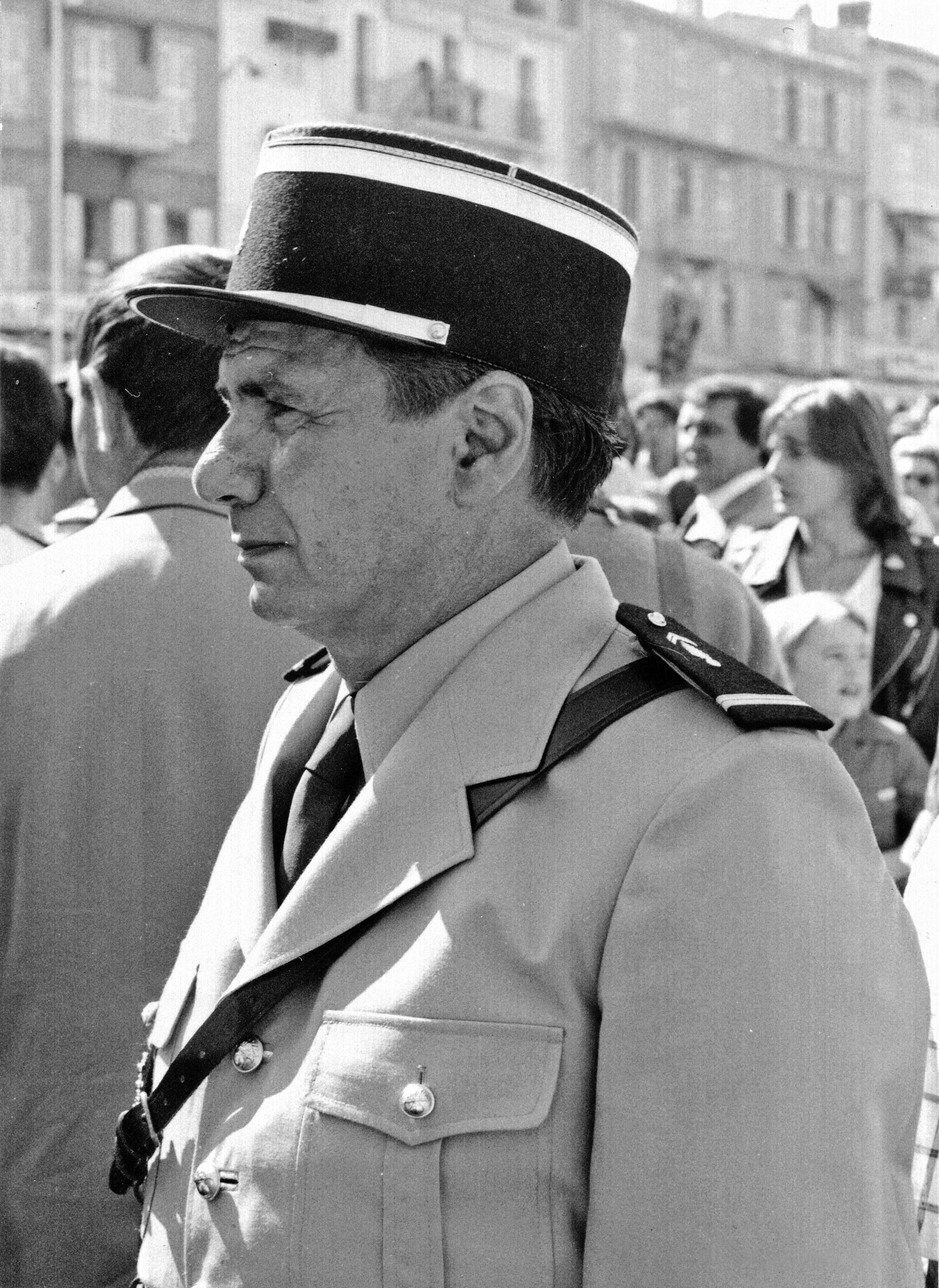
Michel Galabru
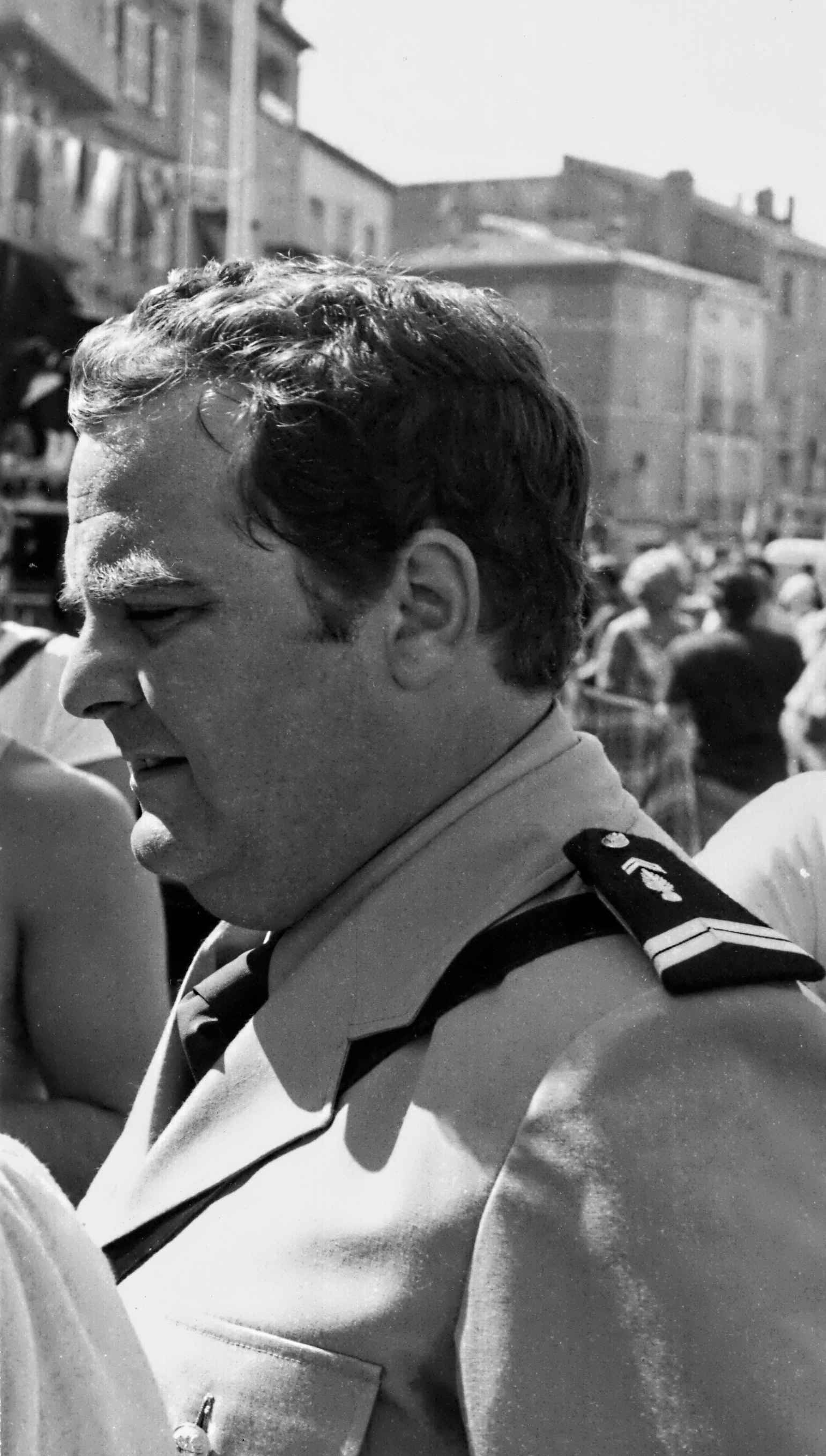
Maurice Risch
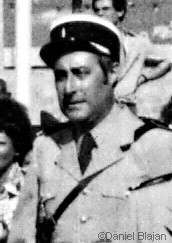
Guy Grosso
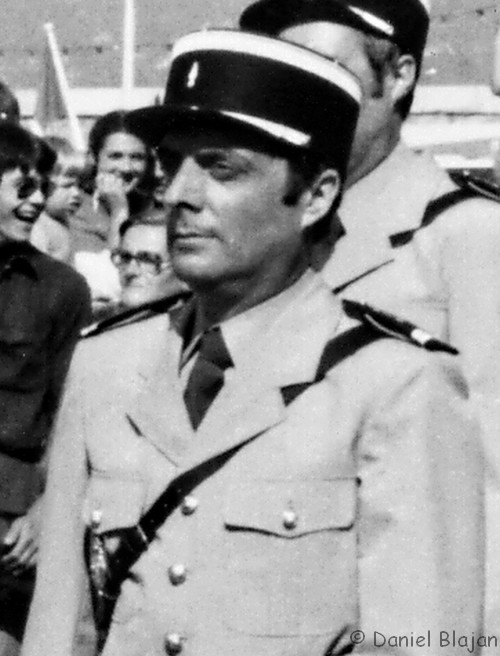
Michel Modo
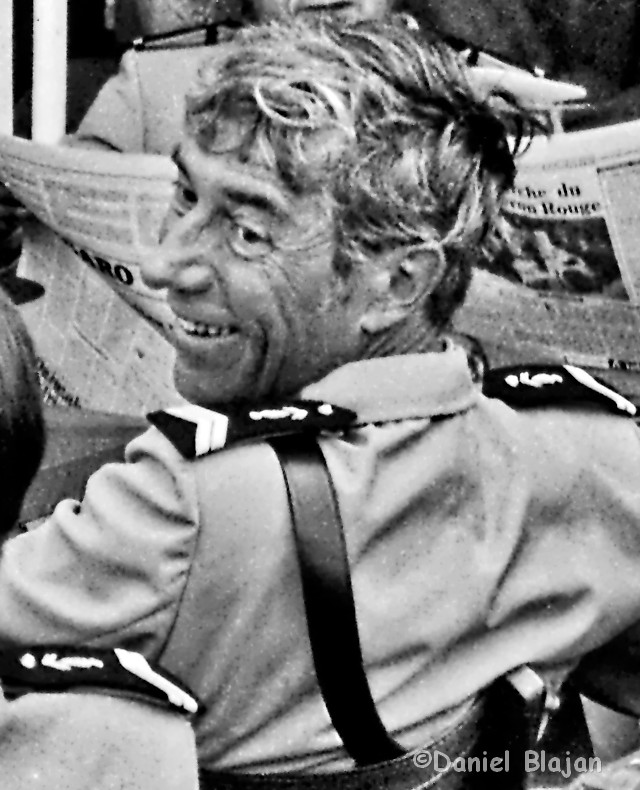
Jean-Pierre Rambal

## Production et réalisation

### Genèse et développement

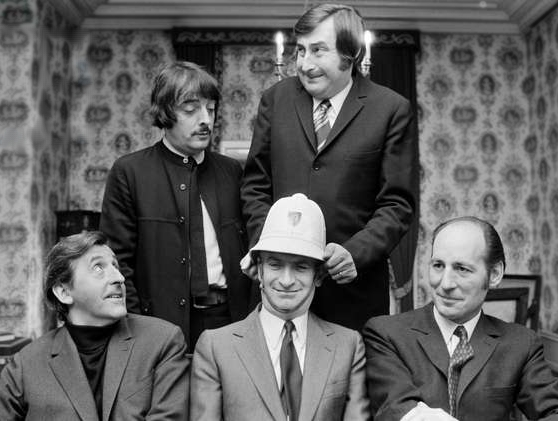
Jean Lefebvre, Louis de Funès, Michel Modo, Guy Grosso et Jean Girault s'amusant lors de la promotion du quatrième film, Le Gendarme en balade, en 1970.

Le Gendarme en balade a été un succès public à sa sortie en 1970, tout comme les précédents films du Gendarme de Saint-Tropez, qui ont propulsé l'acteur Louis de Funès au sommet de la gloire et au rang de champion du box-office. Un cinquième film intitulé Le Gendarme à l'exercice, d'après un scénario de Richard Balducci, est prévu pour 1975 mais ne voit jamais le jour en raison des deux infarctus dont est victime Louis de Funès en mars et avril 1975. Ces ennuis de santé le contraignent à s'éloigner des plateaux, alors que son dernier film, Les Aventures de Rabbi Jacob (1973), était un triomphe artistique et commercial. Il ne ré-apparaît au cinéma qu'en 1976 dans L'Aile ou la Cuisse de Claude Zidi, où le public découvre son amaigrissement, son vieillissement et son état diminué, dus à un régime alimentaire draconien. Le public plébiscite néanmoins son retour, entraînant de très bons résultats au box-office. L'année suivante, il joue dans La Zizanie du même réalisateur, dont le succès est moindre.
En septembre 1977, Louis de Funès fait part au producteur Gérard Beytout de la Société nouvelle de cinématographie de sa volonté d'un nouveau film sur le gendarme de Saint-Tropez : « Mon cher Gérard, ce ne serait pas une idée folle que ça de tourner un Gendarme, mais il nous faudrait un scénario ». Le mois suivant, il demande au scénariste Jacques Vilfrid de se lancer dans l'écriture du projet. À l'époque, aucun Gendarme n'avait été tourné depuis plus de sept ans, après quatre films assez rapprochés, et la série semblait donc être définitivement terminée. L'acteur demeure pourtant très attaché à son personnage de Ludovic Cruchot et à la série et sait que le public l'est tout autant, les rediffusions télévisées des films étant à chaque fois des succès d'audience.

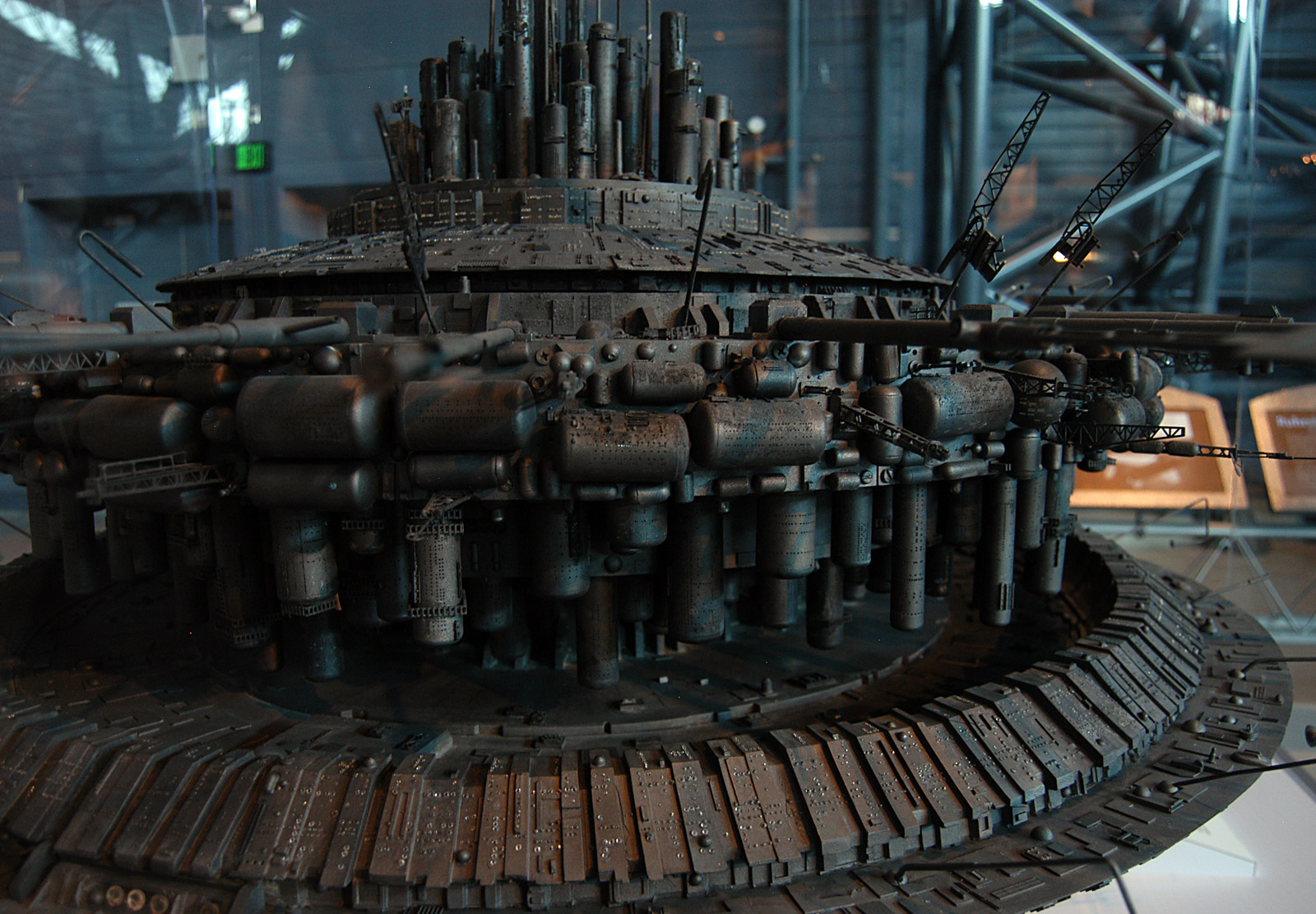
Maquette du vaisseau utilisée pour le tournage de Rencontres du troisième type, exposée au National Air and Space Museum.

À la fin des années 1970, la science-fiction est à la mode au cinéma notamment avec le succès de La Guerre des étoiles. Le thème des extraterrestres envahit les écrans, avec par exemple Le Chat qui vient de l'espace, L'Homme qui venait d'ailleurs et à la télévision, avec la série Les Envahisseurs. Louis de Funès, impressionné par les trucages et autres effets spéciaux du film Rencontres du troisième type de Steven Spielberg, décide donc que le prochain film du Gendarme aura pour intrigue une rencontre entre des extraterrestres et la brigade de gendarmerie de Saint-Tropez. Le projet est lancé. Prévenu de la mise en chantier d'un nouveau film, le distributeur allemand avance aussitôt un milliard d'anciens francs à la SNC,. Contrairement aux précédents films, la SNC produit seule celui-ci, sans s'associer à un partenaire italien. Le budget est largement bouclé par les ventes à l'avance aux très enthousiastes distributeurs européens et du Canada francophone,,.
L'essentiel de l'équipe artistique et technique des précédents revient, constituant au fil des tournages une sorte de « famille » qui aime se retrouver de film en film. Jacques Vilfrid écrit le scénario, avec son complice de toujours, le réalisateur Jean Girault,. Richard Balducci, effaré par le sujet et déjà perplexe depuis deux films, ne désire plus participer à l'écriture,,. Louis de Funès cosigne le scénario. Marcel Grignon revient en tant que directeur de la photographie, après avoir officié sur Le Gendarme se marie, ainsi que Les Grandes Vacances et deux Fantomas. Les décors sont toujours de Sydney Bettex et la musique de Raymond Lefebvre. Florence Moncorgé-Gabin, scripte de L'Année sainte, film de son père réalisé par Girault, est reconduite et exigée à ce poste par Louis de Funès,. Alors sans emploi dans son métier de pilote, Olivier de Funès effectue sur le tournage un stage d'assistant-réalisateur. La production demeure assurée par la SNC de Gérard Beytout, désormais seul depuis la mort de son associé René Pignères en 1973,. La Gendarmerie nationale apporte à nouveau son concours à la production, essentiellement en prêtant ses locaux et ses hommes pour le tournage. Le générique est ouvert par le même message d'hommage à l'institution que pour Le Gendarme se marie et Le Gendarme en balade,,,.

### Attribution des rôles
La brigade de Saint-Tropez est dans ce film composée de Louis de Funès, Michel Galabru, Maurice Risch, du duo Grosso et Modo, et de Jean-Pierre Rambal. Louis de Funès, Galabru, Grosso et Modo, ainsi que France Rumilly qui incarne la religieuse, sont les seuls acteurs apparus dans les six films de la série.
Louis de Funès retrouve son personnage emblématique du gendarme Ludovic Cruchot, qui l'a quatorze ans plus tôt propulsé au rang de vedette comique et champion du box-office,,. Après des années difficiles, de doutes et défis physiques, la vedette a besoin de ce « retour aux sources » pour se jauger et revenir à un rôle qu'il maîtrise parfaitement, d'autant plus dans le confort d'un cinéma fait entre amis. Il n'a plus tourné avec Jean Girault depuis Jo (1971). La vedette reste encore l'un acteurs les mieux payés d'Europe.
L'acteur principal est heureux de tourner à nouveau avec Michel Galabru, l'adjudant Gerber, dont la carrière a depuis décollé,. Galabru a entretemps reçu la reconnaissance de la profession, le César du meilleur acteur pour le drame Le Juge et l'Assassin (1976), même s'il continue aussi de se fourvoyer dans des comédies de piètre qualité,. Louis de Funès en parle comme d'« un grand, un très grand. Un nouveau Raimu avec quelque chose de très jeune dans le regard » et dit avoir avec lui la même complicité qu'avec Bourvil — il est d'ailleurs le seul de l'équipe à féliciter Galabru pour sa récompense.

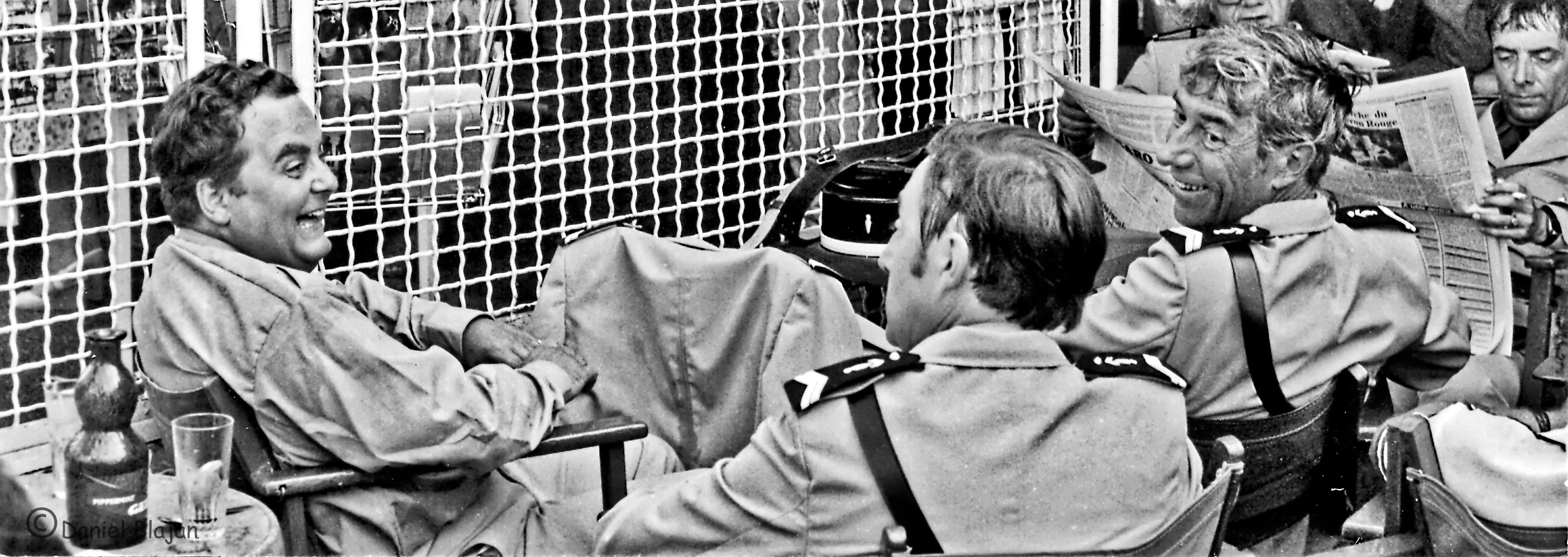
Maurice Risch, Guy Grosso, Jean-Pierre Rambal et Michel Modo à la terrasse d'un bar du port lors du tournage. Risch et Rambal reprennent des rôles équivalents à ceux de Jean Lefebvre et Christian Marin.

Incarnation du gendarme Fougasse, Jean Lefebvre est annoncé dans la presse et convoqué mais la production l'écarte finalement deux semaines avant le tournage. Il paie ainsi son manque de diplomatie sur les précédents films, ainsi que ses exigences sur l'étendue de son rôle et le montant de son cachet (sa côté ayant monté avec La Septième Compagnie),. La presse ne manque pas de souligner cette absence, ayant déjà mis en avant les tensions régnant entre Lefebvre, Jean Girault et Louis de Funès dès Le Gendarme à New York et Le Gendarme se marie. Le réalisateur explique clairement que Louis de Funès ne veut pas travailler avec des gens qui pourraient mettre une mauvaise ambiance sur le tournage. Lefebvre déclare plus tard : « Nous sommes restés fâchés très longtemps avec de Funès et je dois avouer que cela me faisait de la peine de voir que les autres Gendarmes se tournaient sans moi… ».
Le personnage de Fougasse est donc remplacé par un équivalent, un nouveau faire-valoir comique, le gendarme Beaupied, incarné par Maurice Risch. Louis de Funès a choisi Risch après l'avoir côtoyé dans Le Grand Restaurant, Les Grandes Vacances et, plus récemment, dans La Zizanie,. Christian Marin, l'interprète du gendarme Merlot, ne participe pas non plus à ce cinquième film, d'une part parce qu'il est sollicité par Jean Anouilh pour créer La Culotte au théâtre de l'Atelier mais aussi parce qu'il pense « avoir fait le tour » du sujet : « avec un cinquième ou un sixième, cela tournerait en rond ! »,. Son personnage est remplacé par un équivalent, grand, mince et tout aussi dégingandé, le gendarme Taupin, joué par Jean-Pierre Rambal. Apparu dans le film précédent de Jean Girault, L'Horoscope (1978), Jean-Pierre Rambal avait été repéré par Louis de Funès lors d'un passage à l'émission Aujourd'hui Madame, dans un numéro consacré à la timidité, où il l'avait trouvé « formidable ». Le producteur résume sèchement ces changements : « C'est une façon comme une autre de rajeunir la brigade ».

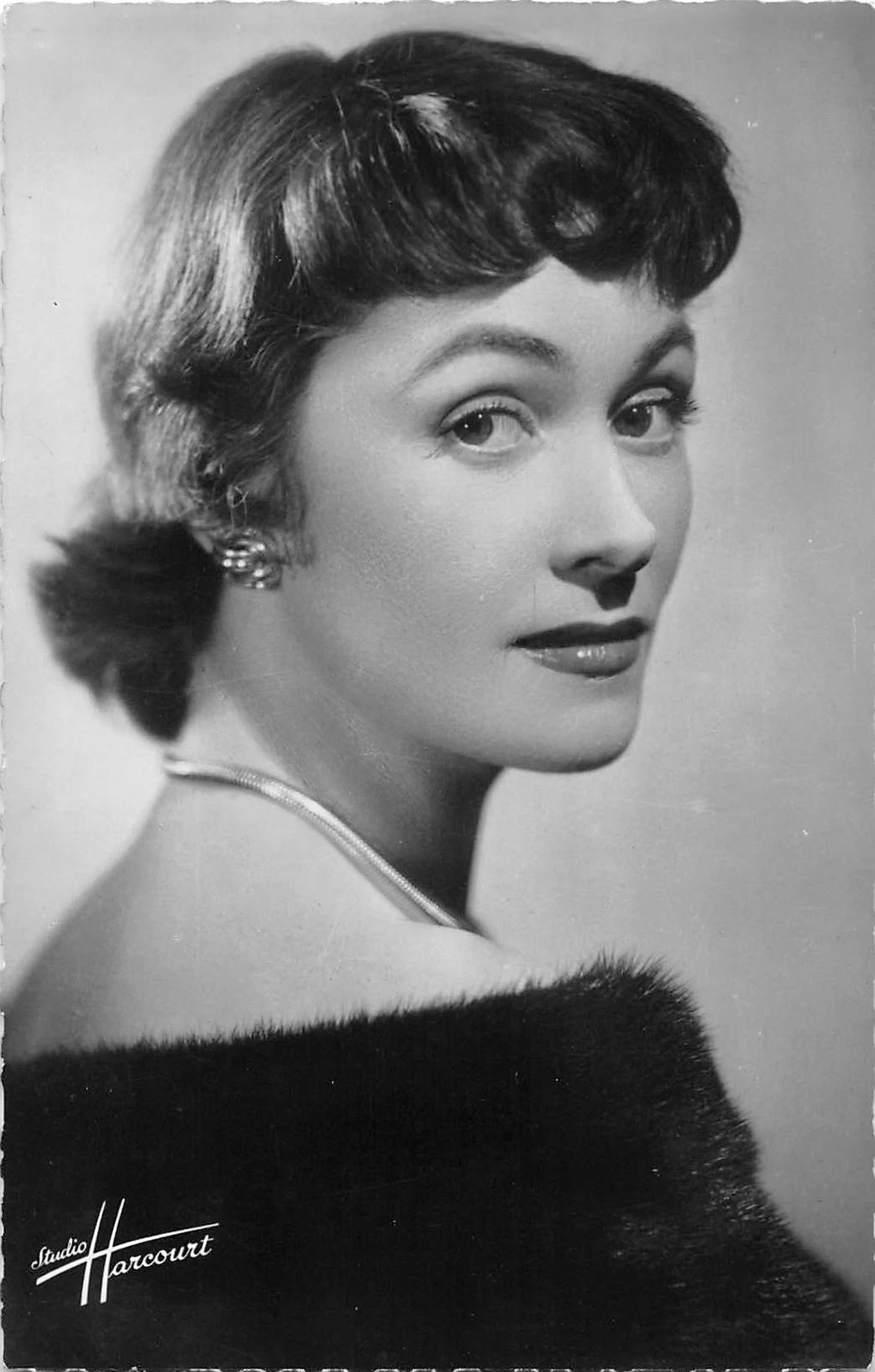
Maria Mauban remplace au dernier moment Claude Gensac dans le rôle de Josépha Cruchot.

Claude Gensac est censée revenir dans le rôle de Josépha Cruchot, épouse de Ludovic, après l'avoir interprété dans Le Gendarme se marie et Le Gendarme en balade. Son plan de tournage est regroupé sur seulement trois semaines de tournage, pour lui permettre de répéter la pièce La Maison des cœurs brisés de George Bernard Shaw, au théâtre de la Ville, sous la direction de Jean Mercure. Finalement, à peine quelques jours avant le début du tournage, le metteur en scène lui refuse l'autorisation de s'absenter. Claude Gensac est donc remplacée à la hâte par Maria Mauban, pour qui le rôle est « retaillé et réduit », son absence durant une grande partie du film étant justifiée par des vacances en Bretagne. La comédienne — dont ce sera la dernière apparition au cinéma — avait connu Louis de Funès sur le tournage de Pas de week-end pour notre amour en 1950,. Habitué aux rôles de notables, Jacques François remplace Yves Vincent dans le rôle du colonel, après avoir campé des hauts dignitaires face à Louis de Funès dans Les Aventures de Rabbi Jacob et La Zizanie. Micheline Bourday reprend le rôle de l'épouse de l'adjudant Gerber laissé par Nicole Vervil.
Le fantaisiste Henri Génès figure le patron du restaurant Le Cabanon, après plusieurs apparitions dans des films funésiens. Le rôle du maire de Saint-Tropez est confié au méridional Marco Perrin, de plus en plus demandé dans les années 1970. Jean-Roger Caussimon incarne l'évêque en visite au couvent de Saint-Tropez, après avoir tenu le rôle de lord Mac Rashley dans Fantomas contre Scotland Yard (1967). Avec le rôle de l'inquiétant extraterrestre venu donner un message à Beaupied à la gendarmerie, le jeune Lambert Wilson fait ses premiers pas devant la caméra ; ce premier rôle lui vaut les moqueries de sa famille,. Déjà apparu dans Le Tatoué, Pierre Repp dans son rôle de garagiste joue son personnage de bègue, popularisé au music-hall et à la télévision,. Alors qu'il incarnait le dangereux criminel « Frédo le boucher » dans Le Gendarme se marie, Mario David est cette fois-ci un simple voleur de bidon d'huile.
L'acteur américain Percival Russel, apparu dans plusieurs films funésiens, dont un rôle de policier new-yorkais dans le deuxième Gendarme, est ici un extraterrestre sous l'identité d'un touriste. Madeleine Delavaivre, par ailleurs épouse de Jacques François, tient un rôle de religieuse au couvent, alors qu'elle était la mondaine Mme Boiselier dans le premier film. René Berthier revient dans le rôle de l'adjoint du colonel. Les choristes Danielle Licari, Anne Germain, Christiane Cour et Françoise Walle font partie des bonnes sœurs chantant Salve Regina avec Cruchot,,. Serge Brasseur, un local d'imposante carrure, est embauché dans le petit rôle du touriste que Cruchot tape dans le dos dans sa traque sur le plage.

### Tournage

#### Retrouvailles à Saint-Tropez

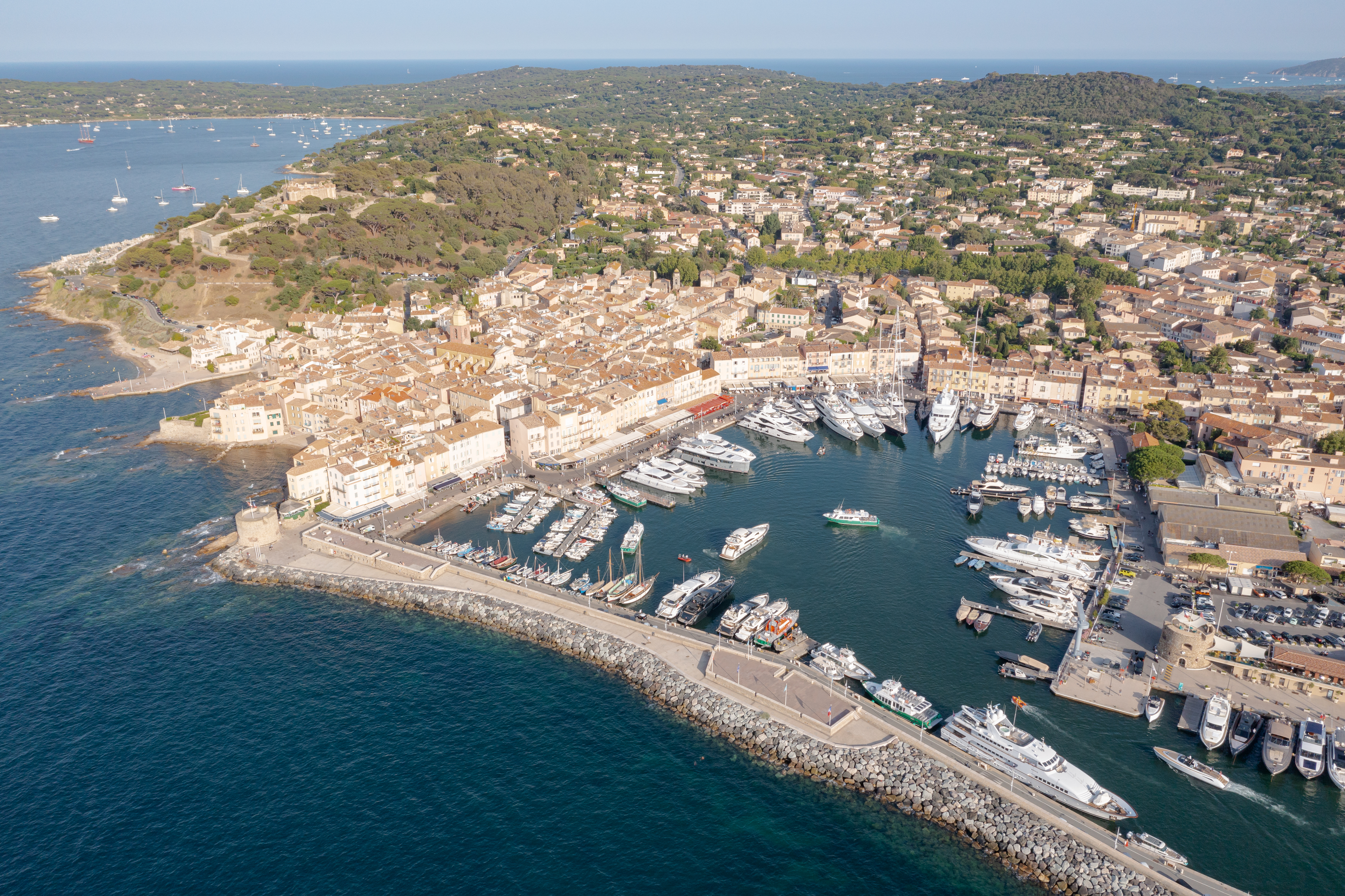
Saint-Tropez et son port, cadre principal de l'action.

Le tournage du Gendarme et les Extraterrestres commence le 15 septembre 1978, à Saint-Tropez. Les prises sont filmées au format 1,66:1, à la mode en ces années-là, alors que les quatre premiers étaient en scope. Dans la tradition des précédents films, le tournage commence par le défilé final sur le port de Saint-Tropez, inspiré de la bravade de Saint-Tropez, avec le concours de la population locale, de fanfares et de majorettes,,. Pour cette scène, un modèle flottant de la soucoupe volante, 
de 3,90 m de haut, 10 m de diamètre et 3,7 tonnes, est mis à l'eau dans la baie des Canoubiers puis remorqué jusqu'au vieux port.
Les prises de vues ont lieu à Saint-Tropez, Ramatuelle, Gassin et Sainte-Maxime,. L'équipe reprend place près de la véritable gendarmerie,. Le couvent est installé dans le château Pampelonne à Ramatuelle. Des routes et paysages de l'arrière-pays tropézien, ainsi que des plages, sont également utilisés, notamment à Gassin et Ramatuelle, dont certains lieux déjà vus lors des précédents films,,,. L'église dans laquelle Cruchot intercepte un voleur de bidon d'huile est la chapelle Sainte-Anne surplombant Saint-Tropez, où avait été célébrées les noces dans Le Gendarme se marie,. Les plans du mariage arrosé par les gendarmes sont filmés devant l'église de Sainte-Maxime.
Avec l'aval du réalisateur, Louis de Funès, déjà très impliqué dans le processus créatif de ses films, fait un pas de plus : « Je mets mon grain de sel. J'ai même réussi à m'insinuer (geste sinueux de la main) dans la direction d'acteur. Je bavarde avec mes partenaires et, sans leur donner vraiment des indications, je les mets dans l'ambiance »,. Il raconte aussi qu'« avec Jean Girault, l'entente est totale ». Bernard Seitz, futur assistant-réalisateur alors stagiaire, relativise l'implication de Louis de Funès : « ce n'était pas encore très clair [contrairement aux films ultérieurs]. Sa volonté de mettre en scène ne s'est pas manifestée [ici]. Le contrôle de l'écriture, oui, mais la réalisation à proprement parler, non ». De même, Maurice Risch peut comparer avec ses précédentes collaborations avec la vedette : « On n'avait pas de vraie direction d'acteurs. C'était le style que Louis avait, celui du théâtre, dont on avait l'habitude. On n'avait pas besoin de nous expliquer comment les gags se développer. Il y a une grande complicité, confiante et sécurité. Il était très confiant envers ses partenaires ».

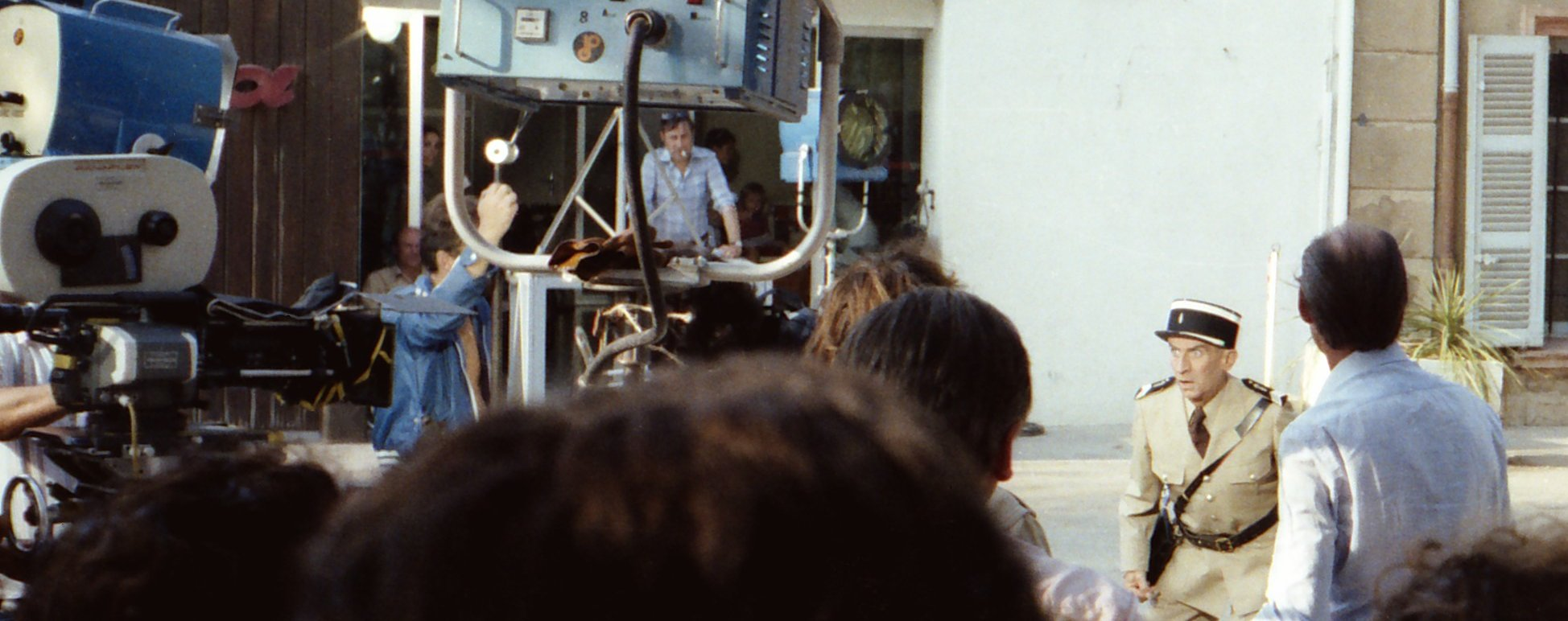
Louis de Funès tournant une scène du film devant la la gendarmerie, sous l'œil de Jean Girault, en 1978.

Du retard est pris pour laisser Louis de Funès tourner à son rythme et reprendre les scènes à sa guise.
Louis de Funès et ses gendarmes sont désormais considérés comme des légendes de Saint-Tropez. L'acteur est invité à divers évènements pendant le tournage, dont la fête des vendanges. Les véritables gendarmes de Saint-Tropez organisent un repas en l'honneur des deux idoles du village, Louis de Funès et Brigitte Bardot, en septembre au cabanon des pêcheurs au Pinet,. Signe de bonne entente, les épouses des véritables gendarmes sont engagées pour de la figuration, même si Louis de Funès regrette que cette pratique qui prive d'emploi des comédiens. Comme sur les précédents tournages, les comédiens en uniforme s'amusent avec leurs escortes d'authentiques gendarmes à faire la circulation près de Saint-Tropez et arrêter des automobilites. En contrôlant une voiture, Maurice Risch manque de se faire écraser par un chauffard, finalement interpellé plus loin par une patrouille ; le fuyard s'avéra être un repris de justice en cavale.
L'essentiel du tournage se passe dans une ambiance de détente et de camaraderie, jusqu'au drame final,. Les comédiens ont seulement parfois du mal avec la mise en place des effets spéciaux, rares dans le cinéma français. Par exemple, le journaliste Jean-Claude Bourret, venu faire un reportage sur le plateau, raconte : « j'ai assisté au tournage de la séquence de nuit où l'on voit atterrir la soucoupe. Cette scène a été tournée une trentaine de fois ! Il y avait toujours un problème, et notamment le fait que les regards de l'équipe gendarmique n'étaient pas synchronisés au moment de l'arrivée dans la soucoupe. Un technicien a alors eu l'idée d'accrocher une lampe de poche au bout d'une longue perche et tout a été réglé ». Michel Galabru et d'autres, dont la vedette, sont parfois décontenancés par l'indigence des dialogues ou l'aberration du scénario.

#### Accident mortel devant la gendarmerie

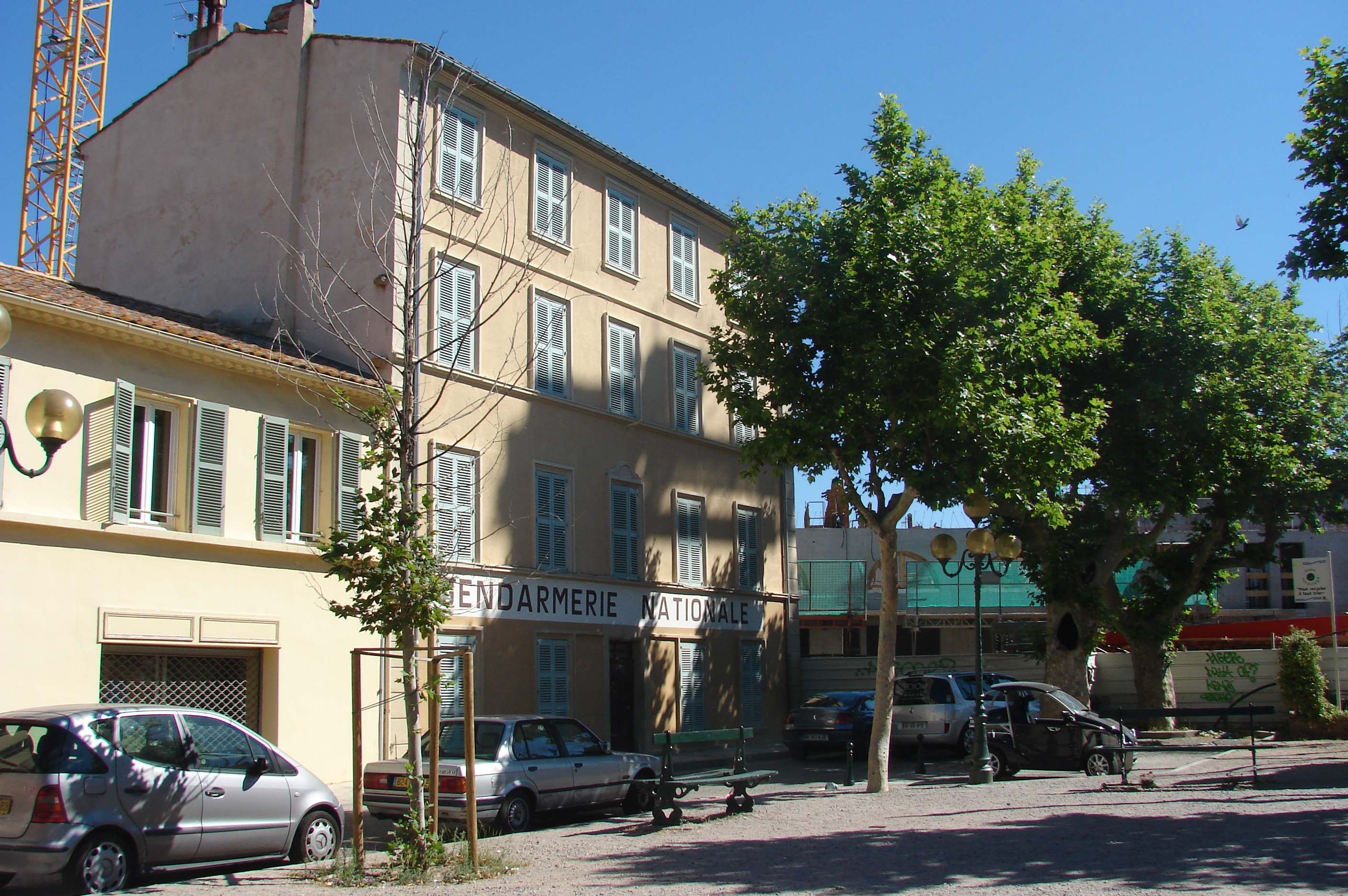
La place Auguste-Blanqui, lieu du grave accident provoqué par la cascade ratée.

Au début de la dernière semaine, le lundi 9 octobre 1978, la seconde équipe tourne une cascade sur la place Auguste-Blanqui, devant la gendarmerie, impliquant Josépha Cruchot dans sa voiture de sport décapotable,, une Oldsmobile Delta 88 bleu métallisé de 1970. Dans la scène, Josépha — incarnée par la doublure de Maria Mauban, Michèle Delacroix, une cascadeuse de trente ans — doit passer devant les caméras au volant de son Oldsmobile et ralentir à la hauteur du supermarché Prisunic faisant face à la gendarmerie pour céder le passage à une Renault 16 à sa droite,,.
Le tournage a lieu vers 10 h, la circulation est coupée et un service d'ordre a été établi. Les passants peuvent néanmoins accéder librement à la place et au magasin,. La scène doit se faire à une allure assez prudente, la prise de vue devant ensuite être accélérée au montage, comme c'est l'habitude pour les cascades automobiles. La cascadeuse circule normalement jusqu'à la place Blanqui et, inexplicablement, négocie mal le virage de la place à une cinquantaine de mètres du supermarché. Malgré les douze ans d'expérience de la cascadeuse, la décapotable tamponne le trottoir, fait une embardée et percute brutalement la R16 qu'elle aurait dû laisser passer. Le véhicule ne ralentit pas et s'emballe, finissant par rentrer dans un pilier situé à l'entrée du supermarché,,. 

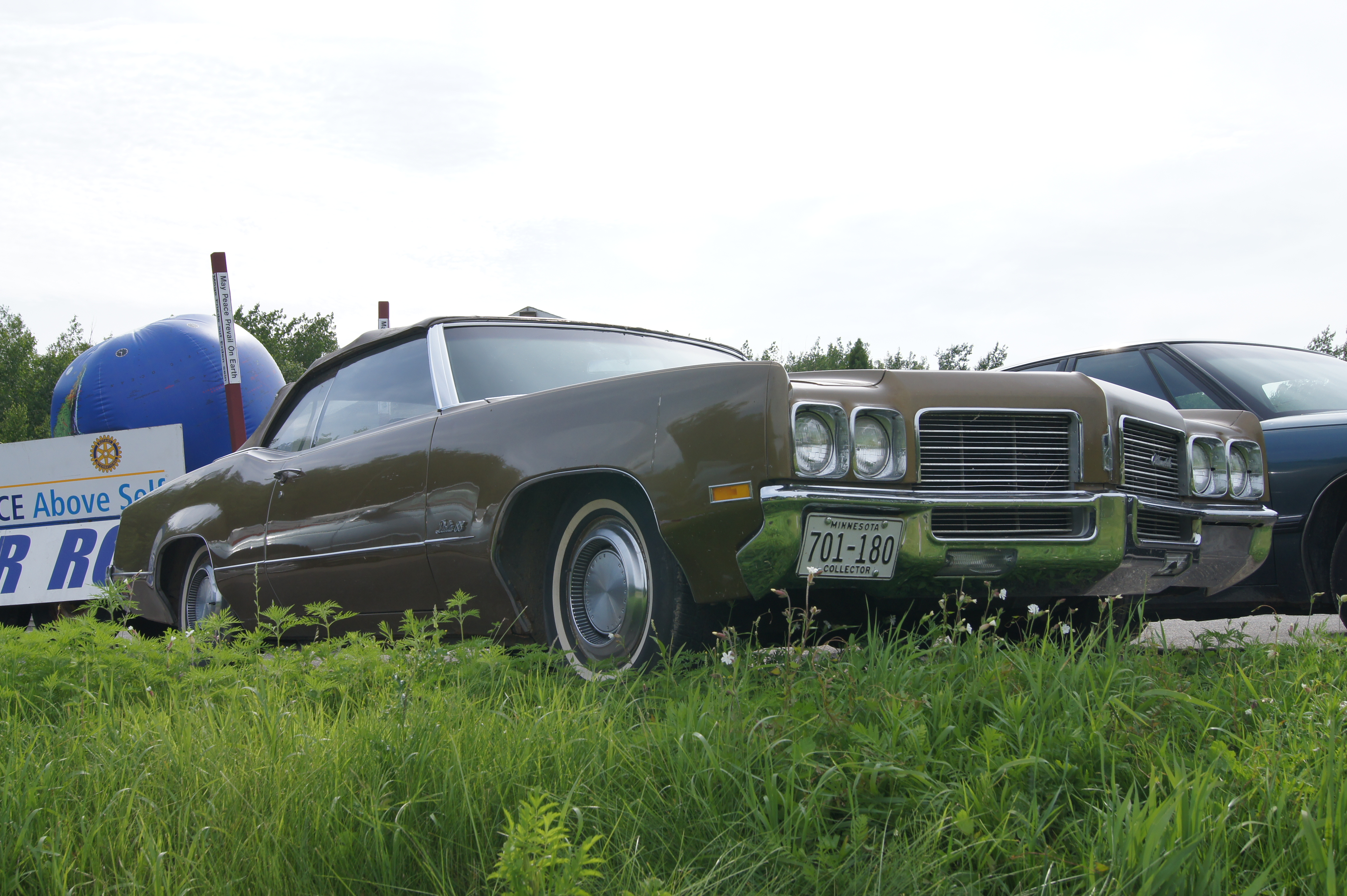
Une Oldsmobile Delta 88 de 1970.

Une dizaine de passants sont fauchés par la voiture,,. Michèle Delacroix ressort profondément choquée et le visage couvert de contusions. Outre les véritables gendarmes, les pompiers, dont le centre de secours est proche, interviennent rapidement et quatre ambulances prennent en charge les victimes (dont la cascadeuse), pour les diriger sur l'hôpital de Saint-Tropez ou la clinique L'Oasis, à Gassin. Une cliente de 82 ans, Madeleine Montfollet, meurt à la suite de ses blessures,,. François Bernard, gendarme de 70 ans à la retraite, est amputé des deux jambes,,. Cinq autres personnes souffrent de lourds traumatismes et de fractures. L'équipe principale, en tournage sur la route de Bourrian près de Gassin, est immédiatement prévenue de l'accident ; Jean Girault et Louis de Funès décident d'arrêter le tournage pour quelques jours,. En soutien aux blessés, la plupart des comédiens et des techniciens donnent leur sang lors d'une collecte publique,.
Sous la pression de la production qui ne veut aucun retard, le tournage reprend vite malgré le drame, dans une ambiance plombée,,. Le gendarme retraité succombe à son tour de ses blessures,,,. Les rapports sont tendus entre les locaux tropéziens excédés face à l'équipe de cinéma parisienne, honteuse et abasourdie,,,. Les prises de vues continuent à Gassin mais celles prévues à Saint-Tropez sont annulées. L'équipe se replie sur Port Grimaud pour achever les scènes restantes,, dont l'arrosage de la foule par la brigade juchée sur un camion de pompiers.
En parallèle, une enquête est menée par la police de Saint-Tropez,. La production assure avoir mis en oeuvre les précautions d'usage. Le juge d'instruction demande à conserver intact le véhicule endommagé, garé dans une carrosserie sise route de Tahiti, afin de ne pas fausser l'expertise ; l'équipe aurait souhaité récupérer le pare-brise pour tourner des plans raccords, ayant déjà utilisé le même modèle lors de scènes précédentes. Interrogée par Nice-Matin à l'hôpital, Delacroix déclare avoir fait tout son possible pour éviter un tel accident et rappelle la dangerosité intrinsèque de toute cascade a priori banale. Louis de Funès défend la cascadeuse en accusant un défaut mécanique plutôt qu'une erreur de pilotage de sa part, citant l'exemple d'un tournage britannique où un événement similaire serait arrivé. La fin du tournage était prévue au 15 octobre 1979. Le journal de 20 heures de TF1 du 14 octobre annonce un bilan de deux morts et sept blessés. En décembre 1979, le tribunal de Draguignan condamne la cascadeuse à 2 000 francs d'amende avec sursis et la Société nouvelle de cinématographie à verser 260 000 francs de dommages-intérêts aux victimes et à leurs familles,.

#### Soucoupes volantes et effets spéciaux

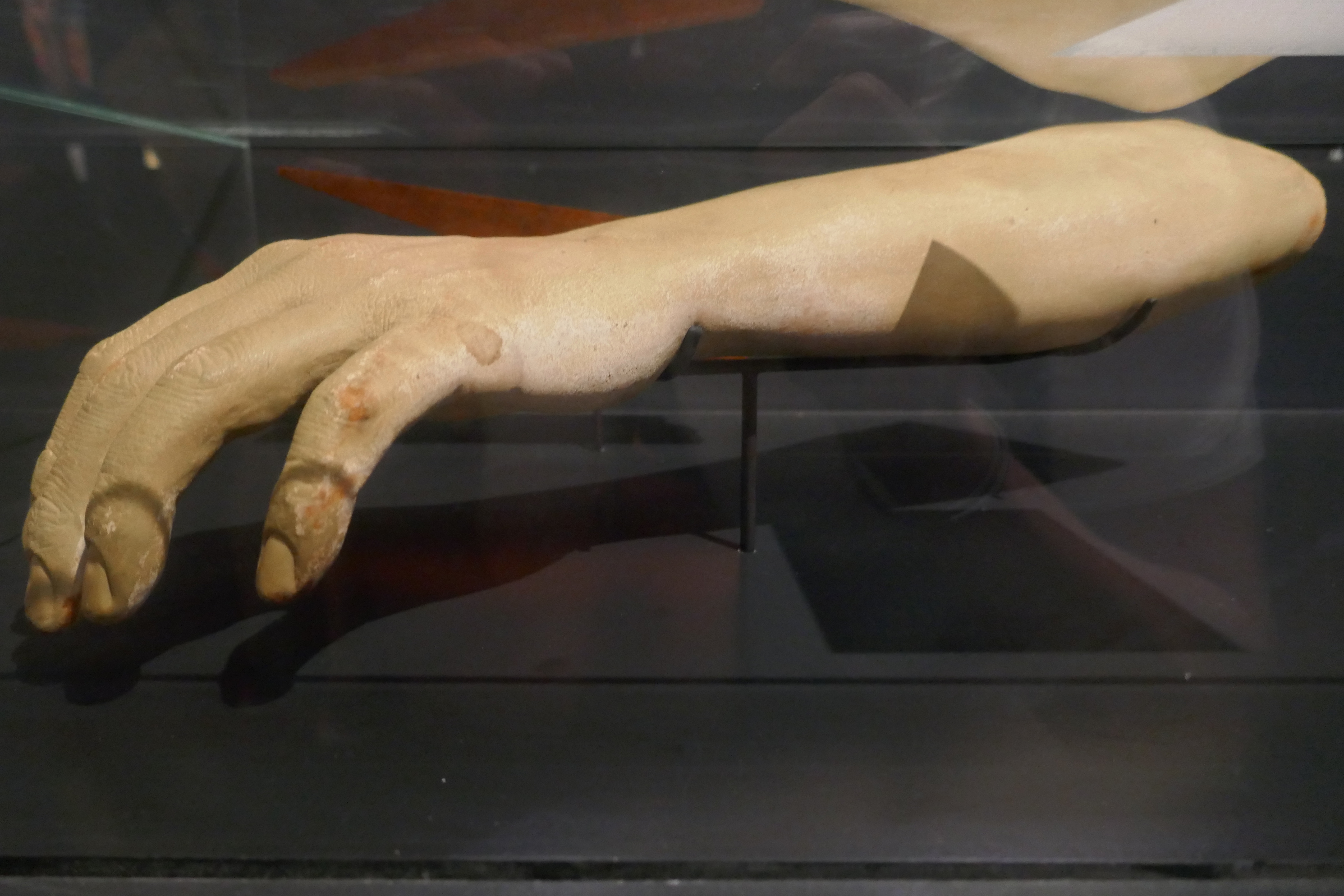
Bras en silicone utilisé pour les effets spéciaux de la scène où un extraterrestre ayant pris forme humaine se décompose devant Gerber. Exposé au musée de la Gendarmerie et du Cinéma de Saint-Tropez.

Pour les effets spéciaux du film, Louis de Funès rêve d'une soucoupe volante aussi spectaculaire et terrifiante que celle de Rencontres du troisième type. À l'approche de l'été, Jean Girault ne trouve pas d'équipe disponible pour créer cet engin atypique. Il rencontre l'entrepreneur Jean-Luc Lagardère qui consent de mettre à son service sa firme Matra, spécialisée notamment dans l'aéronautique, l'aérospatiale et l'automobile, pour la conception de cette soucoupe et la fabrication des deux exemplaires nécessaires au scénario,,,,. Le personnel de Matra accepte le défi par amusement. Les plans sont dessinés par l'ingénieur en électronique Raoul Rogari de Matra Espace, « expert » en OVNI, affilié au GEPAN et prétendant en avoir déjà observé, qui rend l'aéronef conforme aux « normes » des soucoupes volantes, définies par les témoignages,,. Le chantier est confié à l'atelier de chaudronnerie de Georges Tranchant, à Bonnes dans la Vienne, déniché grâce au maire du village, frère de l'ingénieur,.
À partir de 35 tonnes de ferraille et d'aluminium, l'équipe de quatre chaudronniers fabrique en deux mois et demi les deux soucoupes de 6 m de haut et 16 m de diamètre. L'assemblage nécessite 6 400 boulons de 6 mm et les effets d'éclairage intérieur utilisent près de 350 lampes de projection. Après un pré-montage d'essai, les soucoupes sont réassemblées sur le lieu de tournage à Ramatuelle. La production n'a cependant pas eu les moyens d'élaborer un vaisseau à la stature de celui de Steven Spielberg. Lors de sa visite du tournage, Jean-Claude Bourret, passionné d'ufologie, déclara aussi à propos de la soucoupe, dédaigneux : « Oh, elle est périmée. Cela fait longtemps qu'ils ne volent plus là-dedans »,. La revue Hypothèses extraterrestres relate plus tard que le stockage de l'appareil dans un hangar parisien après le tournage a lancé la rumeur chez les ufologues que l'armée française détiendrait une soucoupe volante.
Le Gendarme et les Extraterrestres recourt à des effets spéciaux optiques et mécaniques (en). Il montre pour la première fois dans un film français l'envol d'un vaisseau spatial,. Des plans de décollage de la soucoupe et de son vol dans le ciel sont créés à l'aide d'incrustations de maquettes,,. Cependant, le cinéma français n'a pas de tradition dans les effets spéciaux malgré sa place de pionnier, contrairement aux industries du cinéma américaine, britannique ou même allemande et italienne qui se sont fait la main sur la production de centaines de films fantastiques ou de science-fiction, genres dans lequel la France s'est peu impliqué. Seule une poignée d'artistes truqueurs est capable de réaliser les rares effets visuels pointus réclamés par quelques cinéastes français ou des productions étrangères de passage,. Ils travaillent généralement au sein des compagnies réalisant les génériques, le seul domaine permettant d'exploiter leurs connaissances,,. Les demandes de ce cinquième Gendarme apparaissent ambitieuses au vu du caractère artisanal des trucages optiques en France. Les incrustations sont réalisées par Georges Pansu, Christian Angé, Frédéric Grosjean, Alain Leroy de la société Eurocitel, d'habitude employée pour les textes des génériques. Ces expérimentations relèvent avant tout du bricolage.

« J'étais venu pour donner un coup de main pour pousser le travelling image par image sur la soucoupe, pour pouvoir l'incruster ensuite. Ils avaient loué un parking. On faisait du double passe : une passe pour le cache, une passe pour le rendu, et donc il fallait faire deux, trois, quatre, cinq fois. Et puis il fallait faire les passes lumière. Il fallait faire plein de fois le même mouvement. Le motion control n'existait pas donc il fallait tout faire à la main. Il y avait toute une équipe, un qui gérait le travelling, un qui gérait le pan, un qui gérait le tilt, etc. Chacun avait une réglette et ça durait des jours, des jours, des jours. Quand on se trompait sur la dernière image, il fallait tout refaire, toutes les passes, etc.. Il y avait un type chez Eurocitel, Guy Delecluse, qui faisait des effets de qualité, mais il était dans une logique très archaïque : il faisait ça tout seul, sans partager quoi que ce soit. (…) Tout ça était peu organisé et très artisanal ! »

— Christian Guillon, à l'époque étudiant en cinéma, depuis devenu superviseur des effets visuels (en), 2018.
La seconde équipe filme les arrière-plans sur lesquels reposent les incrustations. Le cadreur Didier Tarot raconte : « J'étais responsable des effets spéciaux mais je ne les ai pas réalisés. Il fallait un spécialiste. J'ai fait des prises de vues difficiles en hélicoptère pour avoir des plans intermédiaires du port quand la soucoupe devient folle. Je suis allé louer un avion à La Môle et j'ai ligoté une caméra — que je commandais à distance — sur le marchepied de l'appareil. J'ai demandé au pilote de plonger sur le port. Comme [il] ne faisait pas assez piquer l'avion, j'ai incliné le manche et lui tirait de son côté. Quand j'ai obtenu ce que je voulais, j'ai relâché le manche. Le pilote était fou de rage. Je m'en moquais, j'avais mon plan ». Tarot explique également : « Mon travail était parfois assez compliqué notamment pour la dernière scène lorsque la soucoupe tombe dans le port. Cette séquence a été réalisée à la fin du film et du montage et les producteurs en avaient un peu assez que l'on dépense des sous et nous ont dit « maintenant c'est terminé ! ». Ce qui fait en définitive que les effets spéciaux auraient pu être je pense de meilleures qualités sur ce film ». 
Louis de Funès juge finalement les effets spéciaux du film ratés. Dès le tournage, il peste : « Ce n'est pas bon, les gens n'y croiront pas. Il faut faire mieux que cela ! ». Par exemple, un passage du défilé final, où les faux gendarmes se désagrègent, est raccourci car l'effet spécial physique (en) ne s'avère guère convainquant. Le producteur est également conscient de la déficience des trucages. Lors des découvertes successives de la soucoupe par Beaupied puis Cruchot, les plans de l'envol du vaisseau spatial sont exactement les mêmes.

### Bande originale
Pour donner un côté « extraterrestre » à la musique du film, Raymond Lefebvre utilise pour la première fois de sa carrière des synthétiseurs, instrument encore assez récent à l'époque, qu'il mêle à de la musique traditionnelle, notamment à des cuivres. Il se servira aussi du même « mélange » synthétiseurs-musique traditionnelle lorsqu'il créera la musique de La Soupe aux choux, le film ayant un sujet similaire.
En 1978, l'année de production du film, Raymond Lefebvre sort le disque Soul Symphonies n°3, réunissant des « expériences » au synthétiseur sur des musiques classiques. Des musiques de l'album ressemblent fortement à certains morceaux de la bande originale du film, pour laquelle le compositeur aurait donc tiré des musiques de son album expérimental. Ainsi, la transposition au synthétiseur d'un des Vingt-quatre caprices pour violon de Niccolò Paganini (Capriccio Rhapsodie) donne le thème puissant et inquiétant Rencontre du quatrième type. Celle du concerto no 3 (L'Automne) des Quatre Saisons d'Antonio Vivaldi donne le thème de suspens des extraterrestres, entendu dans Amplitude sidérale et La brigade se dédouble. Ces musiques ont été réalisées à l'aide de claviers synthétiseurs Keyboard Computer Rocky Mount Instruments (en), Moog IIIp (grand modèle), ARP Pro/DGX (en), ARP Omni (polyphonique), Korg 1000, Korg 2000 et d'un séquenceur EMS.
Jean Girault réutilisera deux ans plus tard le morceau Parade à Saint-Tropez comme musique de fond de la fête foraine dans La Soupe aux choux.
L'album Bande-originale du film Le gendarme et extra-terrestres sort en 2010, soit trente-deux ans après la sortie du film et deux ans après la mort de Raymond Lefèvre.
| 1.      | Générique                   | 1:51 |
| 2.      | Rencontre du quatrième type | 1:23 |
| 3.      | Le gendarme bucolique       | 0:59 |
| 4.      | Amplitude sidérale          | 1:30 |
| 5.      | Ludovic et Josépha          | 1:22 |
| 6.      | Lance à incendie            | 0:40 |
| 7.      | La brigade se dédouble      | 2:29 |
| 8.      | Parade à Saint-Tropez       | 1:52 |
| 12 min. |                             |      |

## Exploitation et accueil

### Sortie et promotion
Le Gendarme et les Extraterrestres sort en salles en France le 2 février 1979. Pour le lancement du film, le producteur Gérard Beytout s'inspire des pratiques promotionnelles d'envergure de Christian Fechner sur L'Aile ou la Cuisse et La Zizanie. Quelque 350 bandes-annonces sont ainsi diffusées dans les cinémas de toute la France. La soucoupe volante est installée sur les Champs-Élysées quelques jours avant la sortie. L'engin est également présenté lors du Salon international de l'aéronautique et de l'espace du Bourget. Plusieurs reportages télévisés ont couvert le tournage, notamment en octobre près du décor de la soucoupe et lors de l'accident. L'affiche du film est réalisée par Jacques Vaissier, déjà créateur de celle du Gendarme en balade. Michel Galabru bénéficie désormais de son nom écrit en même caractère et de la même taille que celui de Louis de Funès.
Depuis L'Aile ou la Cuisse, Louis de Funès accepte de participer à la promotion de ses films, donnant de nombreuses interviews, au cours du tournage puis lors de la sortie du film. Le 28 janvier 1979, l'acteur est sur Antenne 2 l'invité de l'émission Monsieur Cinéma, où un extrait du film est diffusé. Le 4 février, Les Rendez-vous du dimanche sur TF1, l'émission de l'après-midi à large audience de Michel Drucker, est entièrement consacrée à la vedette comique et au film. Les six comédiens apparaissent dans leurs uniformes de gendarmes et des amis de la tête d'affiche sont invités, notamment Robert Dhéry et Colette Brosset, fondateur des Branquignols. Michel Sardou chante menotté à Louis de Funès puis évoque son souvenir du tournage du premier Gendarme quinze ans avant, où il accompagnait son père Fernand Sardou. À l'invitation de Louis de Funès, Danielle Licari, apparue dans le film, chante également,. Le 7 avril 1979, l'acteur principal participe en uniforme de gendarme à l'émission allemande Am laufenden Band (de), animée par Rudi Carrell, quelques jours après la sortie du film en Allemagne de l'Ouest.

### Accueil critique
Le Gendarme et les Extraterrestres a été dans l'ensemble mal accueilli par la critique. Dès l'annonce du projet, la presse fustigeait cette énième exhumation du Gendarme. Soutien indéfectible de Louis de Funès, Robert Chazal complimente naturellement le film dans sa critique pour France-Soir. Vers la fin de carrière de l'acteur, la critique est redevenue aussi violente envers lui qu'elle l'était à son apogée commercial dans les années 1960, après un répit dû à des projets plus appréciés comme La Folie des grandeurs ou Les Aventures de Rabbi Jacob.
Le reste de la critique est ainsi très négatif : pour Le Monde, « Saint-Tropez n'est pas l'Amérique, ni Le Gendarme et les Extraterrestres un film de science-fiction. Le dialogue mené par Cruchot et ses hommes face aux envahisseurs (…) passe par des rebondissements très terre à terre (…). On rit automatiquement », L'Humanité qualifie le film de « travail bâclé qu'on ne pardonnerait pas, même à un amateur » et Le Matin de Paris parle d'une « rencontre de troisième ordre » (en référence au titre du film de Spielberg),. Surpris par cette interférence de la science-fiction « avec la comédie bien de chez nous », Gilles Dagneau de La Revue du cinéma juge que Jean Girault, « pas plus inspiré que d'habitude, signe ici un navet supplémentaire ».
La critique du Figaro résume bien l'avis général de la critique : « À l'évidence, Jean Girault n'a rien d'une dentellière, son humour de marteau-piqueur ravage le vide. Mais dans ce contexte inusité, les rages futiles, la névrose épique de Louis de Funès font merveille ». Pour beaucoup, seule la prestation de Louis de Funès « sauve » le film. Didier Decoin lui rend hommage à travers sa critique dans VSD : « Une publicité radiophonique nous rappelle que le Grand Canyon du Colorado a sauvé du désastre bon nombre de westerns de série Z. Louis de Funès, c'est le Grand Canyon du Colorado du cinéma français. Il faut le voir, déguisé en religieuse, chanter des cantiques en grégorien ou roucouler sous la lune en compagnie de son épouse de cinéma. C'est irrésistible. Le génie de de Funès (car avec lui, on est au-delà du talent), c'est d'être comique avec profondeur : il est risible mais jamais ridicule, car ce petit bonhomme dégage une humanité chaleureuse et réconfortante ».
À l'opposé, Jean-Paul Grousset épingle l'acteur sur ses choix de films dans Le Canard enchaîné : « Louis de Funès vaut mieux, dit-on, que ce qu'il tourne. L'excuse a trop servi. Pour jouer de telles conneries depuis si longtemps, il faut vraiment être con ». Dans Télérama, Alain Rémond déplore l'interprétation de l'acteur dans le film : « Alors que sa force comique réside dans son côté odieux, méchant, hystérique, il voudrait ici attirer notre sympathie, voire notre pitié. Résultat : il est complètement éteint, inexistant, ce qui laisse le champ libre aux pitreries des autres ». Quelques mois plus tard, dans un article rétrospectif sur le cinéma français des années 1970, Francis Courtade estime qu'« il est significatif, quoi que l'on puisse penser de ses possibilités comiques par ailleurs, que ce soit la plus sinistre de ses pantalonnades qui doive fournir le de Funès 1979 ».

« Certes, voilà un film qui plaît davantage aux admirateurs inconditionnels de De Funès et de Galabru, plutôt qu'aux amateurs de bonnes comédies fantastiques. Jean Girault n'est ni René Clair, ni Jerry Lewis, ni Mel Brooks, mais, si l'on consent à oublier de trop longues séquences d'un comique aussi fin (!) que celui des Trois Stooges, le bilan n'est pas entièrement négatif grâce à quelques péripéties qui s'inspirent de nombreux chefs-d'œuvre de la science-fiction, certains moments étant même d'excellente facture, comme la mort de l'extra-terrestre vaincu par l'eau sous le regard effaré de Galabru, ou la trajectoire folle de la soucoupe occupée par les gendarmes. »

— Pierre Gires, L'Écran fantastique, avril 1979.

### Box-office

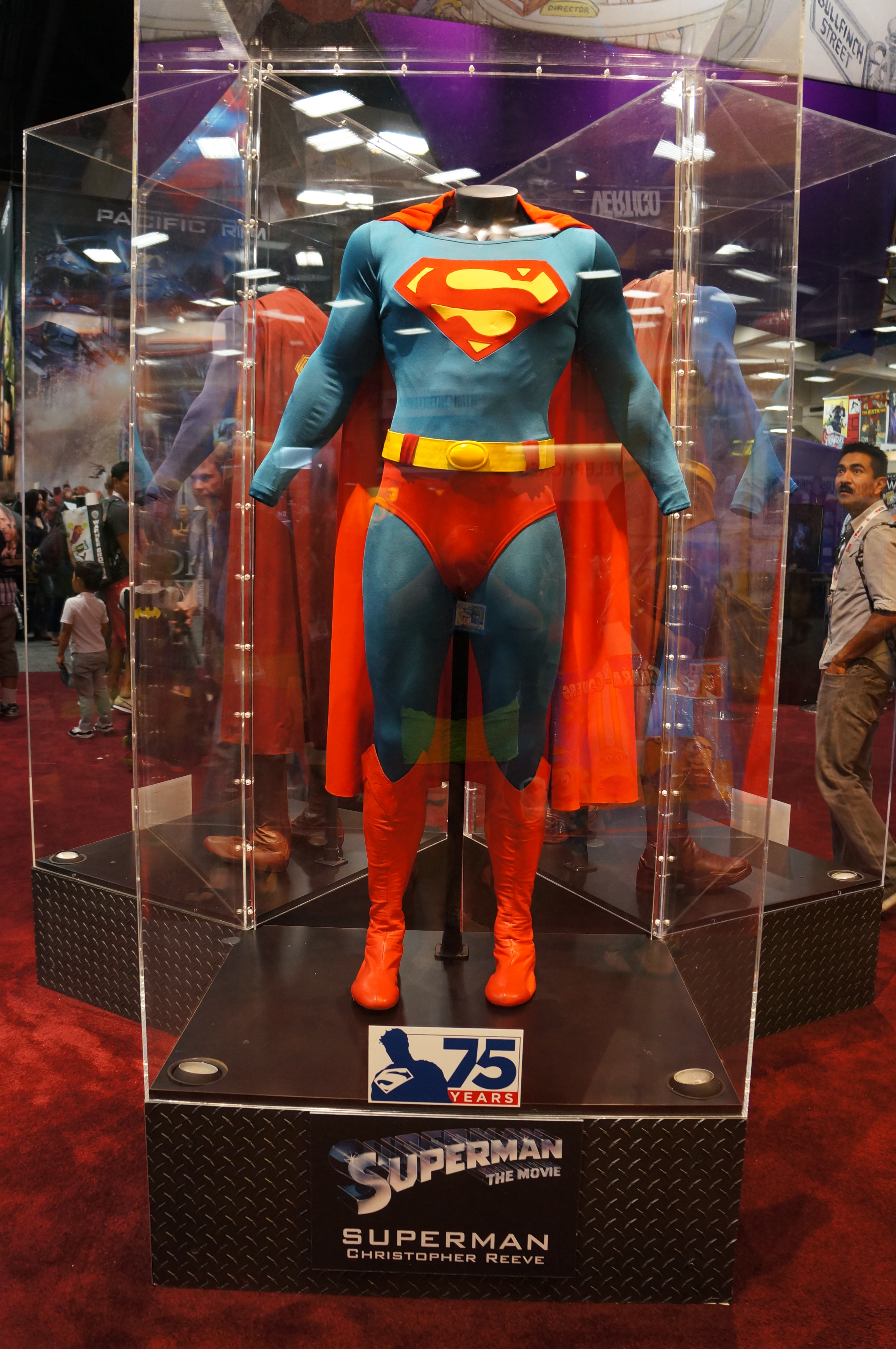
Costume de Christopher Reeve dans le film Superman, sorti la même semaine que le nouveau « Gendarme ».

Le producteur diffuse 180 copies du film à travers le pays, soit un important circuit de distribution. À cette époque, les films à gros budget commencent à sortir en même temps sur tout le territoire, notamment grâce à la généralisation des complexes. Ces méthodes de distribution encore récentes, qui consistent à tirer un grand nombre de copies pour sortir dans beaucoup de salles dès les premières semaines, ont pour but de toucher d'emblée la majeure partie du public potentiel du film. Jusqu'alors, les films n'était d'abord projetés qu'à Paris (en « exclusivité » puis dans les salles de continuation) et ensuite dans le reste de la France, plusieurs semaines après.
Dans l'optique des vacances scolaires d'hiver, permettant d'attirer un public familial, le film sort le vendredi 2 février. La date de sortie n'a probablement pas été fixée au mercredi de cette semaine pour ne pas subir la concurrence de l'attendu Superman, sorti le mercredi 31 janvier. Superman a néanmoins le défaut de durer 2 h 20, ce qui oblige les exploitants à retirer une ou deux séances par jour selon les salles. Le Gendarme et les Extraterrestres est pour sa première semaine présent dans vingt-quatre salles parisiennes, soit 10 957 places par séance, contre trente-cinq salles pour Superman.
Malgré sa longueur, le film de super-héros américain arrive en tête du box-office parisien avec 203 915 entrées et le film français n'est que deuxième, avec 126 138 entrées, soit un chiffre de démarrage correct pour Louis de Funès. La situation s'inverse étonnamment en deuxième semaine, où Le Gendarme et les Extraterrestres prend la première place des box-offices parisien, avec 241 486 entrées, et national, avec 1 179 731 entrées. Lors de cette semaine, le film est projeté sur 230 écrans en France, devenant le premier dans l'histoire de l'exploitation française à être diffusé sur plus de 200 écrans simultanément. Le film reste sept semaines au sommet du box-office français, cumulant un total de 4 653 109 entrées depuis sa sortie, avant d'être délogé par la sortie d'un autre grand film populaire : Flic ou Voyou avec Jean-Paul Belmondo. À Paris, le film est en tête du box-office durant cinq semaines consécutives, une performance inédite pour un « Gendarme », et totalise alors 769 841 entrées depuis sa sortie.
Le Gendarme et les Extraterrestres quitte le top 30 hebdomadaire national le 5 juin 1979, après dix-huit semaines, avec 5 558 272 entrées. Sa période dans les salles d'exclusivité parisiennes a également duré dix-huit semaines, où le film comptabilise 942 785 entrées, soit bien plus que les scores d'exclusivité parisiens des précédents films. L'afflux du public est notamment dû à trois semaines de grève générale de la télévision française,. Le biographe funésien Jean-Marc Loubier raconte : « Ils sont des milliers à prendre d'assaut les salles de cinéma. Dans certaines villes de province aux dimanches tristes, on se bouscule, on se bat et on se blesse. Les portes vitrées de plusieurs cinémas cèdent devant la pression populaire. ». Au 31 décembre 1979, le film enregistre un total de 6 026 952 entrées, et est le 1er film ayant attiré le plus de spectateurs au cours de l'année, tandis que Superman cumule alors 2 598 611 entrées et tient la 7e place.
| Semaine | Semaine                       | Rang | Entrées | Cumul           | Salles | no 1 du box-office hebdo.          |
| ------- | ----------------------------- | ---- | ------- | --------------- | ------ | ---------------------------------- |
| 1       | 2 février au 6 février 1979   | 2e   | 126 138 | 126 138 entrées | 24     | Superman                           |
| 2       | 7 février au 13 février 1979  | 1er  | 241 486 | 367 624 entrées | 26     | Le Gendarme et les Extraterrestres |
| 3       | 14 février au 20 février 1979 | 1er  | 137 710 | 505 334 entrées | 26     | Le Gendarme et les Extraterrestres |
| 4       | 21 février au 27 février 1979 | 1er  | 112 320 | 617 654 entrées | 28     | Le Gendarme et les Extraterrestres |
| 5       | 28 février au 6 mars 1979     | 1er  | 83 888  | 701 542 entrées | 28     | Le Gendarme et les Extraterrestres |
| 6       | 7 mars au 13 mars 1979        | 1er  | 68 299  | 769 841 entrées | 26     | Le Gendarme et les Extraterrestres |
| 7       | 14 mars au 20 mars 1979       | 4e   | 51 565  | 821 406 entrées | 22     | L'Homme en colère                  |
| 8       | 21 mars au 27 mars 1979       | 5e   | 42 833  | 864 239 entrées | 24     | Et la tendresse ? Bordel !         |
| 9       | 28 mars au 3 avril 1979       | 10e  | 27 044  | 891 283 entrées | 19     | Flic ou Voyou                      |

| Semaine | Semaine                       | Rang | Entrées   | Cumul             | no 1 du box-office hebdo.          |
| ------- | ----------------------------- | ---- | --------- | ----------------- | ---------------------------------- |
| 1       | 31 janvier au 6 février 1979  | 2e   | 154 871   | 154 871 entrées   | Superman                           |
| 2       | 7 février au 13 février 1979  | 1er  | 1 179 731 | 1 334 602 entrées | Le Gendarme et les Extraterrestres |
| 3       | 14 février au 20 février 1979 | 1er  | 979 918   | 2 314 520 entrées | Le Gendarme et les Extraterrestres |
| 4       | 21 février au 27 février 1979 | 1er  | 791 428   | 3 105 948 entrées | Le Gendarme et les Extraterrestres |
| 5       | 28 février au 6 mars 1979     | 1er  | 483 885   | 3 589 333 entrées | Le Gendarme et les Extraterrestres |
| 6       | 7 mars au 13 mars 1979        | 1er  | 435 148   | 4 024 981 entrées | Le Gendarme et les Extraterrestres |
| 7       | 14 mars au 20 mars 1979       | 1er  | 355 996   | 4 380 977 entrées | Le Gendarme et les Extraterrestres |
| 8       | 21 mars au 27 mars 1979       | 1er  | 272 132   | 4 653 109 entrées | Le Gendarme et les Extraterrestres |
| 9       | 28 mars au 3 avril 1979       | 2e   | 206 916   | 4 860 025 entrées | Flic ou Voyou                      |
| 10      | 4 avril au 10 avril 1979      | 5e   | 158 666   | 5 018 691 entrées | Flic ou Voyou                      |
| 11      | 11 avril au 17 avril 1979     | 6e   | 179 111   | 5 197 802 entrées | Flic ou Voyou                      |
| 12      | 18 avril au 24 avril 1979     | 6e   | 101 560   | 5 299 362 entrées | Flic ou Voyou                      |
| 13      | 25 avril au 1er mai 1979      | 8e   | 110 045   | 5 409 407 entrées | Flic ou Voyou                      |
| 14      | 2 mai au 8 mai 1979           | 13e  | 41 988    | 5 451 395 entrées | Le Coup de sirocco                 |
| 15      | 9 mai au 15 mai 1979          | 15e  | 28 975    | 5 480 370 entrées | Le Coup de sirocco                 |
| 16      | 16 mai au 22 mai 1979         | 21e  | 23 705    | 5 504 075 entrées | Les Sœurs Brontë                   |
| 17      | 23 mai au 29 mai 1979         | 21e  | 33 082    | 5 537 157 entrées | À nous deux                        |
| 18      | 30 mai au 5 juin 1979         | 24e  | 21 115    | 5 558 272 entrées | À nous deux                        |

À la fin de son exploitation en salles sur plusieurs années, Le Gendarme et les Extraterrestres enregistre 6 280 079 entrées dans la France entière, dont 946 082 entrées à Paris,. L'universitaire Sébastien Le Pajolec considère qu'après neuf ans d'attente depuis Le Gendarme en balade (1970), les cinquième et sixième films ne fonctionnent que « sur l'idée du retour de la brigade à l'écran, des retrouvailles du Gendarme et de son public », à une époque où Louis de Funès se fait aussi plus rare au cinéma. L'extrême popularité de la science-fiction dans ces années-là est aussi une explication non négligeable. L'acteur revient à un grand succès après les résultats modérés de La Zizanie l'année précédente. Avec le recul, Le Gendarme et les Extraterrestres est au sommet du box-office — comme Le Gendarme de Saint-Tropez, Le Gendarme se marie et Le Gendarme en balade en leur temps — des films sortis en France en 1979, devant Apocalypse Now et Flic ou Voyou,,. Superman est loin derrière, en neuvième position, avec moins de la moitié des entrées du Gendarme. Louis de Funès se hisse pour la dernière fois en tête du box-office annuel. Il s'agit du troisième meilleur score de fréquentation d'un film du Gendarme, derrière Le Gendarme de Saint-Tropez (1964) et Le Gendarme se marie (1968),,.

### Sorties à l'étranger

Le titre du film en suédois.

Le Gendarme et les Extraterrestres sort aussi la même année en Allemagne de l'Ouest le 23 mars sous le titre Louis' unheimliche Begegnung mit den Außerirdischen  (dans la lignée des déroutantes habitudes des distributeurs allemands), au Portugal le 30 mars nommé O Gendarme e os Extra-terrestres, aux Pays-Bas le 5 avril titré De Gendarme ziet ze vliegen, en Argentine le 21 juin baptisé El gendarme y los extraterrestres, en Espagne le 5 juillet (à Madrid) sous le même titre, en Suède le 16 juillet (nommé Supergendarmen puis Ursäkta var är mitt tefat et Moralens väktare & utomjordingarna), au Danemark le 3 septembre sous le titre Hjælp - UFO'erne er landet, en Colombie le 25 décembre, puis au Japon le 22 novembre 1980 intitulé Louis de Funès' San Torope Dai-Konsen et dans l'Union soviétique en mars 1981 sous le titre Жандарм и инопланетяне.
Le film connaît également des sorties en Afrique du Sud, en Australie, au Brésil (O Gendarme e os Extra-Terrestres), en Bulgarie (Извънземни същества в Сен Тропе), au Canada en français et en anglais, en Estonie (Sandarm ja tulnukad), aux États-Unis, en Finlande (Moraalin vartijat ja avaruusoliot), en Grèce (Ο χωροφύλακας και οι εξωγήινοι), à Hong Kong (The Spacemen of Saint Tropez), en Hongrie (A csendőr és a földönkívüliek), en Italie (Il gendarme e gli extraterrestri), en Irlande, en Norvège (Mennene fra Mars ou Superpurken og den flyvende Tallerken), en Nouvelle-Zélande, en Pologne (Żandarm i kosmici), en Roumanie (Jandarmul si extraterestrii), au Royaume-Uni, en Serbie Žandari i vanzemaljci, en Slovénie (Žandar proti Marsovcem), en Tchécoslovaquie (nommé Četník a mimozemšťané en tchèque et Žandár a mimozemšťania en slovaque), en Turquie (Süper jandarma), en Ukraine (Жандарм та іншопланетяни) et au Viêt Nam (Cảnh Sát Và Người Ngoài Hành Tinh). Les titres internationaux anglophones sont : The Gendarme and the Extra-Terrestrials, The Troops & Aliens ou The Gendarme and the Creatures from Outer Space.
Le retour du Gendarme enregistre notamment 1 108 633 entrées en Espagne et 5,12 millions d'entrées en Allemagne,. Le film atteint la première place du classement allemand des films sortis en 1979 ; une ressortie du dessin animé Le Livre de la jungle (1967) comptabilise cependant davantage de spectateurs cette année-là,. Il demeure pendant près de trente ans le film français totalisant le plus d'entrées dans ce pays, avant d'être dépassé par Intouchables et ses neuf millions d'entrées en 2012,,. En URSS, où Louis de Funès est très connu, le film bat là aussi Superman et engrange 35,3 millions d'entrées.

### Distinction
- 1980 : Écran d'or, en Allemagne de l'Ouest, pour son box-office allemand[68],[69].

### Postérité
« Les extraterrestres ont perdu une bataille mais pas la guerre. Ils m'enlèvent avec tous les gendarmes, et nous voilà dans l'espace, en apesanteur puis sur une planète bizarre, où nous attendent d'insolites aventures »

— Louis de Funès dévoilant l'intrigue prévue pour Le Gendarme et la Revanche des Extra-terrestres.
S'étant trouvé un port d'attache, Louis de Funès proclame ne plus vouloir tourner qu'avec Jean Girault, ce qu'il fera. Le surprenant plébiscite public du film après neuf années d'absence du Gendarme incite l'équipe à penser immédiatement à un sixième opus, mettant en scène la vengeance des extra-terrestres battus. La future production prend corps à l'été 1979. Lors du tournage de L'Avare, projet plus personnel mené par Louis de Funès entre-temps, le prochain Gendarme est annoncé, provisoirement intitulé Le Gendarme et la Revanche des Extra-terrestres. Suivant le rêve — souvent évoqué mais sans cesse reporté — de l'acteur principal de tourner un film muet, cette suite dans l'espace aurait été presque muette, avec beaucoup d'effets spéciaux, des scènes en apesanteur, des trucages vidéo et des trouvailles sonores,. L'une des pistes envisagées est l'enlèvement de la brigade par des extraterrestres revanchards, un voyage en apesanteur, et leur arrivée sur une planète étrange, propice à des expériences anormales.

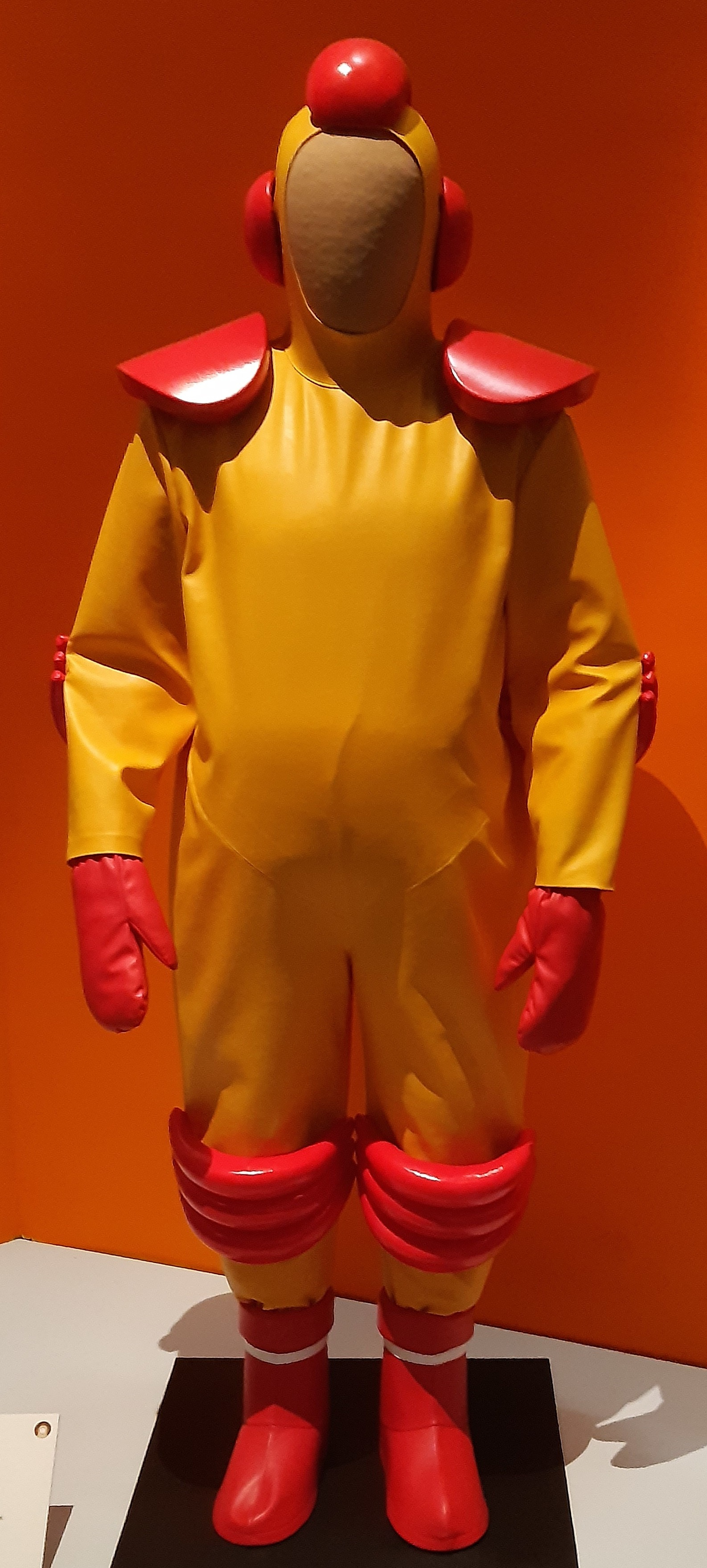
La Soupe aux choux est préférée au projet d'une vengeance des extraterrestres.

Le sixième Gendarme est sur le point d'être tourné à l'été 1981. Les décors sont en préparation et les repérages commencés,. Après L'Avare, Louis de Funès annule le projet et s'oriente plutôt sur l'adaptation du roman La Soupe aux choux de René Fallet, une autre histoire de rencontre extraterrestre, qui sort en salles en décembre 1981,. Au moment de revenir au Gendarme de Saint-Tropez, l'idée d'un retour des extraterrestres est de nouveau écartée, pour ne pas lasser le public de l'acteur après déjà deux films sur le sujet,,,. Inspiré par l'ouverture aux femmes de la Gendarmerie, Jacques Vilfrid imagine la confrontation de la brigade de Saint-Tropez à de nouvelles recrues féminines : Le Gendarme et les Gendarmettes,,. Sur le plateau, Louis de Funès partage la réalisation avec Jean Girault, comme ils l'ont fait sur L'Avare et La Soupe aux choux. Malade, Girault meurt au cours du tournage,,. Le sixième Gendarme est encore un succès commercial, quoiqu'inférieur aux précédents.
Malgré la mort de Jean Girault et le désistement de son complice dévasté Jacques Vilfrid, de nouveaux films sont possibles, la série pouvant en réalité se prolonger tant que le désire Louis de Funès, légitime de reprendre son personnage autant de fois qu'il veut,. La veine science-fiction du cinquième film ne semble pas tarie. Richard Balducci, coscénariste des premiers films, imagine plusieurs idées, comme la disparition du Gendarme dans le triangle des Bermudes ou l'envoi de la brigade dans l'espace afin de régler la circulation interplanétaire devenue chaotique,,,. La seconde idée est d'ailleurs développée dans un dossier découvert en 2010 dans les archives du scénariste Jean Halain, fidèle collaborateur funésien qui n'a pourtant jamais œuvré sur un Gendarme,,. Surtout, Balducci élabore une histoire de voyage dans le temps intitulée Le Gendarme et l'Empereur, amenant les gendarmes de Saint-Tropez en 1815, en pleine bataille de Waterloo, face à Napoléon Ier, après un périple dans l'espace à rebours de la rotation de la Terre,,,. L'acteur principal aurait approuvé ce projet, écrit à partir de 1982,. Toutefois, Louis de Funès, vedette, moteur, et co-auteur officieux de la série, meurt d'un nouvel infarctus le 27 janvier 1983. Sa disparition met un terme définitif aux films du Gendarme car il semble impossible de poursuivre la série de films sans son acteur vedette.
En 2006, dans sa chanson intitulée Le Dîner, Bénabar évoque le film avec ironie, comme prétexte pour ne pas se joindre à un dîner d'amis : « y a un super bon film à la télé ce soir. Un chef-d'œuvre du 7e art que je voudrais revoir, un drame très engagé sur la police de Saint-Tropez. C'est une satire sociale dont le personnage central est joué par de Funès, en plus y a des extra-terrestres »,,.

### Exploitations ultérieures
Les films du Gendarme de Saint-Tropez sont plébiscités par le public lors de leurs fréquentes diffusions à la télévision française. Les fortes audiences des quatre premiers films dans les années 1970, signe de leur popularité persistante, sont d'ailleurs l'une des raisons de la réalisation des deux derniers. Le catalogue de la Société nouvelle de cinématographie, dont font partie Le Gendarme et les Extraterrestres et les cinq autres films, devient plus tard la propriété de la Compagnie Luxembourgeoise de Télédiffusion (CLT), détenteur de RTL, puis est acheté par le groupe M6 en 2005. Les films du Gendarme sont une importante source de revenus pour ce catalogue de films anciens, notamment à travers l'édition en vidéo.
La chaîne M6 a fait de la série un « standard » de la télévision française, avec une diffusion de l'ensemble des films tous les deux ans, le plus souvent au cours de l'été, avec un succès d'audience inaltérable malgré la récurrence de leurs passages à la télévision,. La plus ancienne diffusion du Gendarme et les Extraterrestres recensée par l'Inathèque, pas forcément la première, remonte au jeudi 4 avril 1996 sur M6 à 20 h 55. Selon un rapport arrêté en 2012, le film a alors été diffusé au total treize fois sur les chaînes nationales gratuites françaises.
En vidéo, Le Gendarme et les Extraterrestres sort d'abord individuellement en VHS en 1981, puis dans d'autres éditions en 1992 (en tant que no 14 de la collection « De Funès ») et en 1998, avant d'être inclus dans un coffret de la série en 1999. En 2002, le film paraît en DVD, séparément ou intégré à un coffret des six films,,. Les droits de distribution passent ensuite de TF1 vidéo à M6, qui publie en 2005 un nouveau coffret,. Un coffret bénéficiant d'une remastérisation en haute définition, paraît en 2007. En 2010, le film sort pour la première fois en Blu-ray au sein d'un coffret, également disponible en DVD. Le cinquième Gendarme est réédité séparément dans les deux supports en 2013,. En 2014, un coffret Blu-ray / DVD de luxe paraît à l'occasion des cinquante ans du premier film.

## À noter
- Trois gendarmes, après avoir croisé un trio de belles jeunes femmes (en fait des extraterrestres qui s'étaient métamorphosés), se mettent à déclamer des vers de Charles Baudelaire tirés de l'un de ses plus célèbres poèmes, Les Bijoux.
- Au moment où le personnage de Funès se trouve au couvent, le chant entonné par la chorale des sœurs est le Salve Regina (tandis que De Funès, à contretemps, se met à chanter un passage du Requiem).

## Analyse
« Entre nous, le public rit peut-être plus de ce qu’il imagine de notre jeu. Le secret est là : dérider l'imagination générale »

— Louis de Funès, 1979.

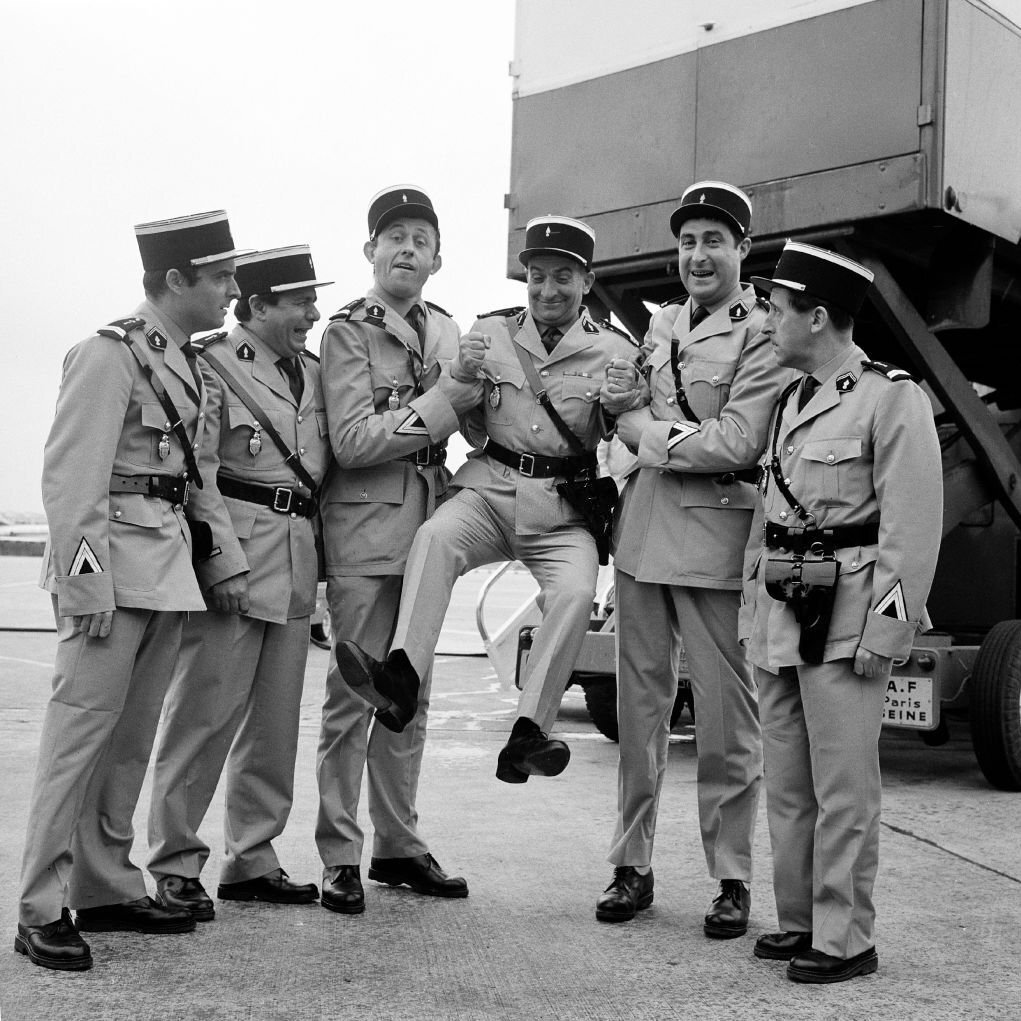
L'équipe originale dans Le Gendarme à New York (1965). Les derniers films du Gendarme accusent une baisse de qualité par rapport à ceux de la première époque.

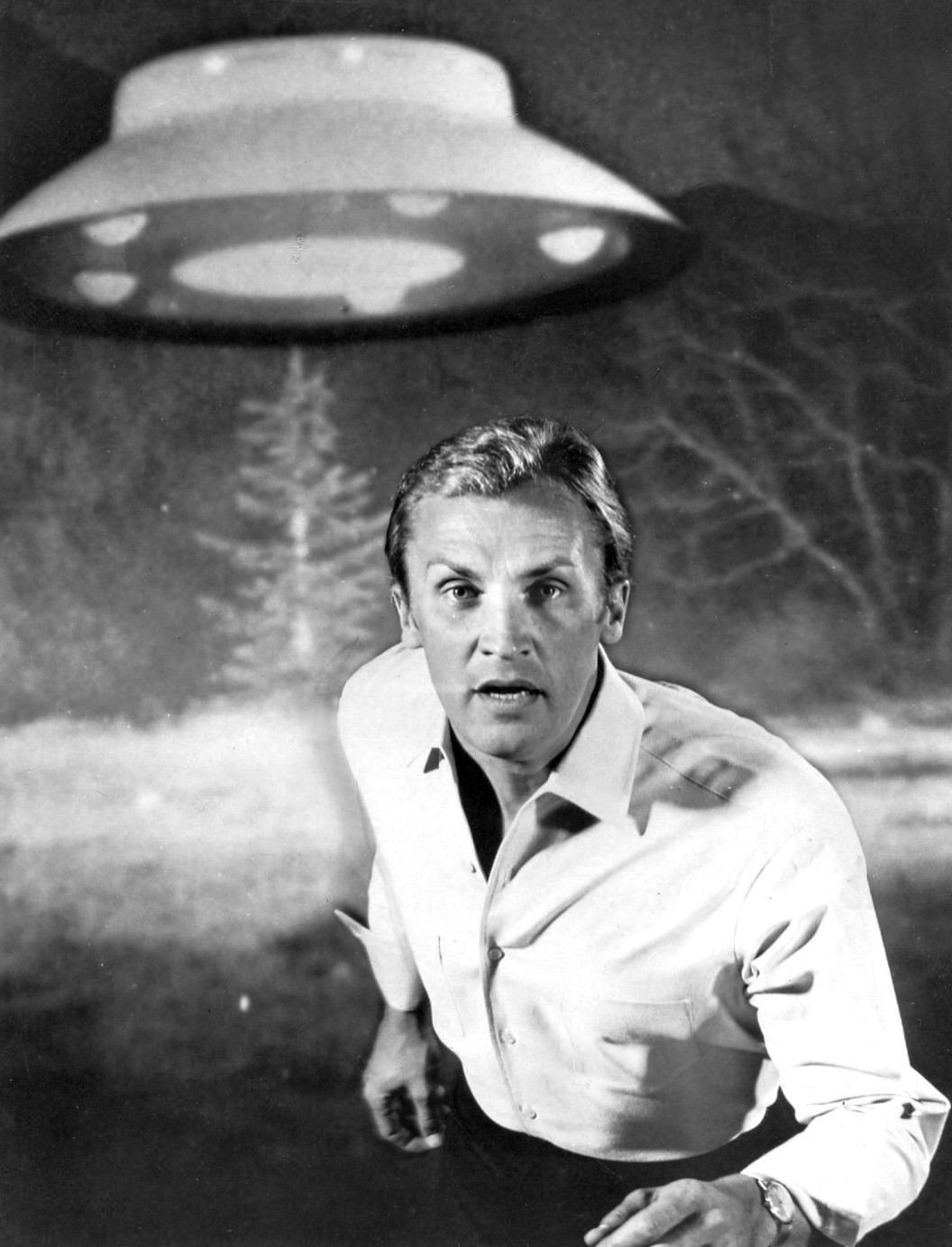
David Vincent (Roy Thinnes), héros du feuilleton américain Les Envahisseurs, années 1960.

Le Gendarme et les Extraterrestres est fréquemment qualifié de pire opus de la série, ou dispute ce statut avec Le Gendarme et les Gendarmettes,,. La série du Gendarme de Saint-Tropez est considérée par certains critiques comme baissant de qualité à chaque film, jusqu'aux deux derniers films très décriés. Le journaliste Christophe Lemonnier voit dans ces deux films « l'archétype même de l'exploitation d'une franchise » et ne retient pour celui-ci qu'« une dizaine de minutes amusantes ». Michel Modo reconnaît que « les derniers Gendarme n'avaient pas l'impact des premiers », malgré le succès continu. Le Gendarme et les Extraterrestres est ainsi classé comme un « nanar », notamment pour son immersion incongrue dans la science-fiction,,. La journaliste Isabelle Morini-Bosc érige néanmoins le film en plaisir coupable : « cela fait partie des rediffusions comme on aime, celles qu'on fait semblant de regretter de revoir et qu'en fait on est ravi ».
La faiblesse du scénario et de la mise en scène, l'efficacité du comique et le jeu des acteurs sont également en cause,,,. Pour Claude Raybaud, dans son étude de la filmographie funésienne, « le film manque de rapidité et d'action et souffre de quelques longueurs (le couvent). Le comique est parfois un peu lourd (…) mais on trouve parfois quelques gags amusants » Marine Landrot de Télérama souligne la pauvreté des dialogues et juge l'acteur-vedette « amaigri, découragé ». La fatigue de Louis de Funès se ressent dans son jeu,,,. Pour la journaliste Sabrina Piazzi, « de Funès fatigué gesticule comme il peut et plus qu'il ne parle. Ou comment un acteur devient la caricature de ce qu'il était ». Pour le dialoguiste Laurent Chalumeau, c'est aussi la preuve que Louis de Funès a besoin d'être encadré par un réalisateur et guidé par un scénariste : « sur ces derniers films, ceux où il a pu décourager les scénaristes et intimider le réalisateur, on mesure le désastre. Au lieu du génie, on voit un petit homme chauve et émacié pousser des cris, agiter les bras et faire d'inutiles grimaces ». Le reste de la troupe est aussi défaillant, notamment par l'absence de Jean Lefebvre et Christian Marin, mal comblée par les prestations de Maurice Risch et Jean-Pierre Rambal,. De même, Maria Mauban ne parvient pas à faire oublier Claude Gensac dans le rôle de Josépha. Pour le critique Virgile Dumez, « seul Michel Galabru tire encore son épingle du jeu en vieux routard du nanar qu’il est alors devenu ». Le critique Jérémy Gallet se désole à l'inverse pour « Galabru, plus guttural que jamais et dont le registre consiste simplement à écarquiller les yeux en mode expressionniste ou à donner des éléments de langage pour de futures imitations ». Dès le tournage, les acteurs s'avouaient désemparés face à l'indigence du scénario, les obligeant à redoubler de cabotinage et d'improvisations ; Louis de Funès lui-même finit par être déçu du film, dont il doutait déjà de la qualité sur le plateau.
Le Gendarme et les Extraterrestres puise son inspiration dans la science-fiction et le fantastique. Les films du Gendarme se nourrissent fréquemment de références cinématograhiques,. Le critique Pierre Gires soulève dans L'Écran fantastique que « quelques péripéties s'inspirent de nombreux chefs-d'œuvre de la science-fiction ». Le film s'approprie certains codes du feuilleton télévisé américain Les Envahisseurs des années 1960, notamment en plaçant Ludovic Cruchot dans la même situation que le personnage principal David Vincent, seul contre tous pour s'opposer à l'arrivée d'extraterrestres capables de se mêler aux humains et reconnaissables à des anomalies physiques. Le débit monocorde du premier extraterrestre venu avertir Beaupied peut évoquer les étranges enfants blonds apparaissant dans Le Village des damnés (1960), classique du cinéma de science-fiction horrifique. L'influence de Rencontres du troisième type (1977), à l'origine du projet, se perçoit particulièrement pour les scènes d'atterrissage de la soucoupe et lorsque les gendarmes s'en approchent. Le scénario colle aussi aux témoignages d'observations d'OVNI, qui pullulent alors. Le biographe funésien Bertrand Dicale tempère toutefois : « Jean Girault ne va pas pour autant se lancer dans la science-fiction. Il ne s'écarte pas des ressorts et des habitudes de la série, avec ses gags bon enfant et ses plaisanteries récurrentes. Plus de huit ans après Le Gendarme en balade, ce seront explicitement des retrouvailles et non pas une révolution ».
Le journaliste Gilles Botineau rélève que « l'esprit originel demeure, néanmoins surenchéri d'une tonalité beaucoup plus parodique, sujet oblige (les gags visuels sont démultipliés et les bons mots fusent) ». Sabrina Piazzi réévalue « la deuxième partie [du film qui] retrouve le rythme et l'entrain qui ont fait le succès de la saga et se montre plus maîtrisée et un poil plus drôle ». Elle souligne aussi la musique de Raymond Lefebvre, son mélange réussi de second degré et de fantastique. La performance de Louis de Funès est à reconsidérer : l'acteur sexagénaire se démène pour faire rire le spectateur, exhumant tout son répertoire comique, malgré la déficience du scénario et ses problèmes de santé,,,. Outre le classique uniforme de gendarme, l'acteur exerce une fois de plus son penchant pour le déguisement, en se dissimulant sous l'identité d'une religieuse au couvent, « sœur Marie-Cruchotte »,, nouvelle itération d'une longue série de travestissements dans sa carrière,,,. Les quiproquos autour des différentes identités empruntées par les extraterrestres remémorent les mascarades de la trilogie Fantomas. La série du Gendarme repose aussi sur un ensemble d'éléments inamovibles répétés de film en film depuis le premier. Cruchot est à nouveau seul contre tous et se voit contraint d'entrer dans l'illégalité pour mener l'enquête et résoudre la situation. Il est encore aidé par sœur Clotilde qui le cache dans sa Citroën 2 CV et l'amène avec sa conduite chaotique habituelle jusqu'au couvent,. La traque d'extraterrestres sur la plage par les gendarmes, soupçonnant de jolies jeunes femmes, fait écho à la chasse aux nudistes des premiers films. Le film s'achève sur la parade de la brigade sur le port de Saint-Tropez, cette fois-ci perturbée par la présence des extraterrestres, mais les gendarmes finissent comme toujours acclamés par la foule pour leur héroïsme. En revanche, le thème emblématique, la Marche des Gendarmes, est étonnamment absent du film.

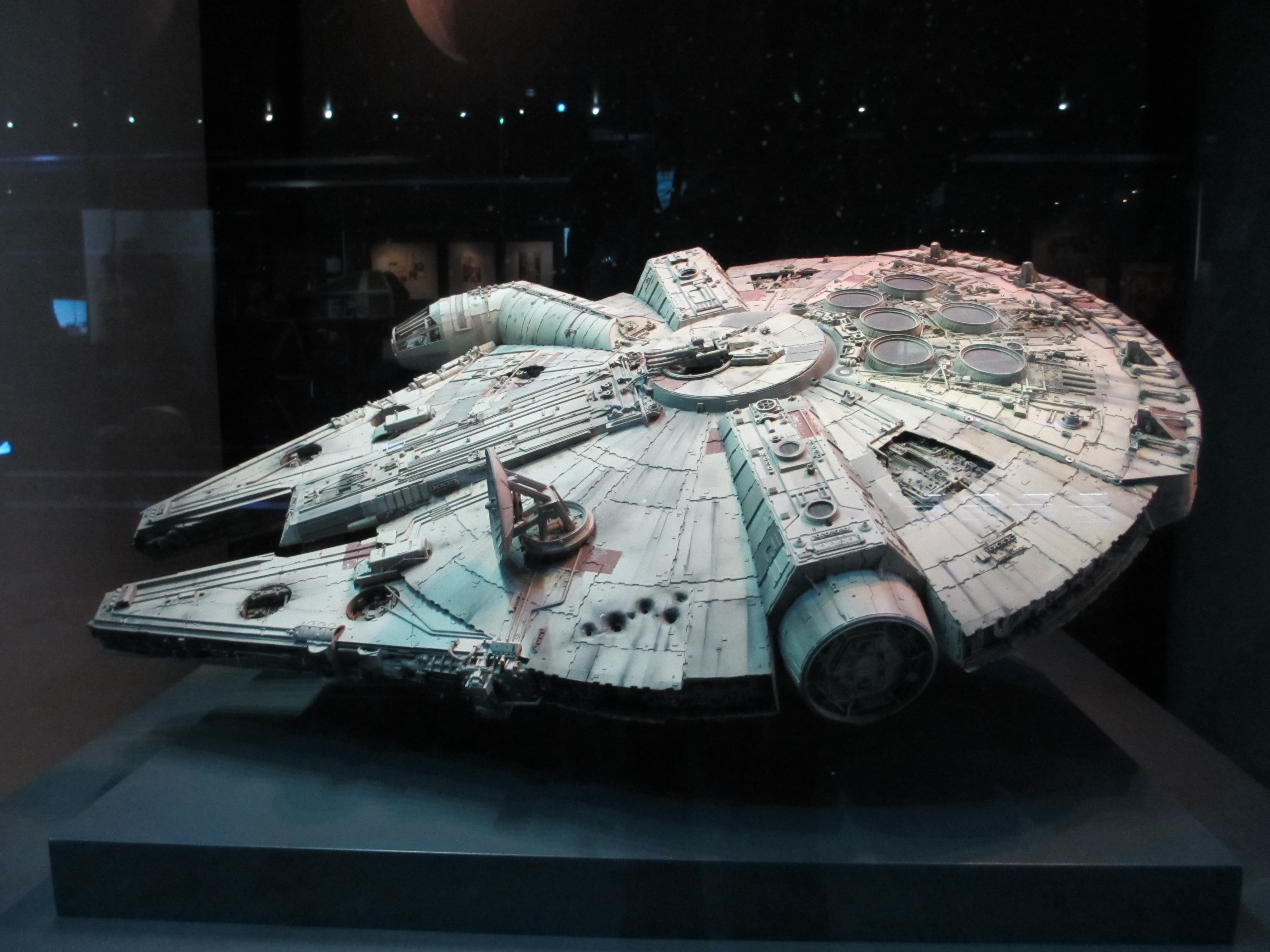
Le film débarque en plein renouveau du cinéma de science-fiction, propulsé par le phénomène La Guerre des étoiles.

Le critique américain James Travers explique que, face à Rencontres du troisième type ou Star Wars, « ne pouvant rivaliser avec ces énormes spectacles bourrés d'effets spéciaux, le mieux que les Français puissent faire est de recourir à la parodie burlesque ». Le niveau des effets spéciaux est d'ailleurs aussi décrié,. Gilles Dagneau de La Revue du cinéma déclare à la sortie du film : « Un critique disait avoir été déçu par l'apparition du vaisseau spatial dans Rencontres du troisième type. Que dire alors de cette soucoupe volante en carton pâte (enfin, pas tout à fait, comme on a pu le constater lors de son exposition sur le trottoir des Champs-Elysées) qui semble avoir été dessinée par un enfant sans imagination ? Une surimpression permet de suivre son trajet dans le ciel. Comme dans les plus mauvais films de science-fiction ».
À l'instar des précédents films, le cinquième Gendarme reflète son temps. L'universitaire Sébastien Le Pajolec fait remarquer qu'il existe une rupture entre les quatre premiers épisodes sortis entre 1964 et 1970 et les deux derniers de 1979 et 1982 : « la société française en pleine modernisation des Trente Glorieuses, cadre des premiers épisodes, a laissé la place à une France en crise, dont il est plus difficile de parler dans une comédie familiale ». Auteur d'une monographie sur le Gendarme, Sylvain Raggianti estime que ce cinquième film « fait entrer la brigade de Saint-Tropez dans une autre époque, plus bruyante et moins bucolique ». Quelques scènes tournent en dérision la place grandissante de la publicité dans la vie quotidienne : la foule agglutinée devant la gendarmerie pour railler le témoignage de Beaupied est rapidement infestée par l'apparition de réclames et opérations promotionnelles ; cette présence envahissante — jusqu'à corrompre les dialogues en les transformant en slogans — peut constituer un parallèle avec l'invasion extraterrestre,,. L'introduction de la science-fiction, en réponse aux succès du cinéma américain dans ce domaine, tout comme l'évocation de la publicité, illustrent une certaine américanisation de la culture et de la société française en cette fin des années 1970. Les rapports offensifs entre les gendarmes et ces êtres venus d'ailleurs pourraient aussi être une métaphore de l'immigration. Jérémy Gallet nuance : « Est-on revenu aux grandes heures paranoïaques des séries B américaines qui, dans les années 50, fantasmaient la peur du communisme sous la forme d'une invasion souterraine ? Certes, non. De gags débiles ou de dialogues grotesques, il ne s’agit pas d'inférer une quelconque vision géopolitique ou alors c'est qu'on aurait bu la même huile de vidange qu’ingèrent les êtres venus d’ailleurs, pour se régénérer ». Lors d'un reportage sur le tournage, Louis de Funès note surtout la représentation de la bêtise humaine et son bellicisme : « dans notre film, les extraterrestres sont très gentils, et nous, en bons Terriens que nous sommes, nous ne pensons qu'à une chose : à les détruire »,. En outre, signe de l'évolution des mœurs et de l'émancipation des femmes, Cruchot est menacé de divorce par son épouse lors d'une colère, comme récemment dans La Zizanie (1978) et ensuite dans le prochain Gendarme, ce qui n'était jamais arrivé dans les moments de crises conjugales des films funésiens des années antérieures, où les épouses étaient montrées dévouées et obéissantes